# Ligue Europa Conférence 2023-2024
Navigation
Édition 2022-2023 Édition 2024-2025
La Ligue Europa Conférence 2023-2024 est la 3e édition de la troisième coupe européenne des clubs de football. Organisée par l'UEFA, la compétition est ouverte aux clubs de football des associations membres de l'UEFA, qualifiés en fonction de leurs bons résultats en championnat ou coupe nationale.
Le vainqueur de la Ligue Europa Conférence se qualifiera pour la Ligue Europa 2024-2025, sauf s'il se qualifie pour la Ligue des champions 2024-2025 en fonction de sa performance au sein de son championnat national.

## Format
Le format de cette compétition est le suivant : 
- Une phase de qualification composée de quatre tours de qualification, dont le dernier est dit de barrage. Les clubs sont séparés en deux séries de qualifications, l'une pour les champions nationaux (dite Voie des champions) et l'autre pour les non-champions (dite Voie principale). À partir du deuxième tour de qualification, des équipes éliminées de la Ligue des champions (uniquement les équipes éliminées au tour préliminaire et 1er tour de qualification) et la Ligue Europa participent à chaque tour de cette phase.
- Une phase de groupes, qui consiste en huit mini-championnats de quatre équipes par groupe. Les deux premiers de chaque groupe poursuivent la compétition. En cas d'égalité de points entre deux ou plusieurs équipes, le classement est déterminé d'abord par la différence de points particulière entre les équipes à égalité puis la différence de buts particulière.
- Une phase finale composée de :
  - Un barrage additionnel, en aller-retour, constitué des équipes classées deuxièmes de groupe et les équipes classées troisièmes de leur groupe en Ligue Europa.
  - Un tournoi à élimination directe, constituée des 8 premiers de la phase de groupes et des 8 vainqueurs du barrage d'après poules et décomposée en huitièmes de finale, quarts de finale, et demi-finales en aller-retour et d'une finale sur terrain neutre.

## Participants
178 équipes provenant des associations membres de l'UEFA participeront à la Ligue Europa Conférence 2023‑2024.
La liste d'accès est ratifiée dans le cadre de l'évolution des compétitions interclubs de l’UEFA pour le cycle 2021-24.
La répartition pour la saison 2023-2024 est la suivante :
- Les associations aux places 1 à 5 du classement UEFA 2022 ont 1 club qualifié
- Les associations aux places 6 à 16 et 51 à 55 ont 2 clubs qualifiés (sauf la Russie classée 10e)
- Les associations aux places 17 à 50 ont 3 clubs qualifiés – à l'exception de celle du Liechtenstein (classé 49e) avec un seul club qualifié
- 19 équipes éliminées de la Ligue des champions 2023-2024 sont repêchées dans cette compétition. Les équipes championnes de leur pays se rencontrent exclusivement entre elles lors de la phase de qualifications.
- 17 équipes éliminées de la Ligue Europa 2023-2024 sont repêchées dans cette compétition. Les équipes championnes de leur pays se rencontrent exclusivement entre elles lors de la phase de qualifications.

Les places attribuées par association nationale vont par ordre de priorité :
- à l'équipe vainqueur de la coupe nationale s'il n'est pas qualifié pour la Ligue des champions ou la Ligue Europa ;
- aux équipes les mieux classées dans les championnats nationaux et non qualifiées en Ligue des champions et en Ligue Europa.

La participation des clubs russes aux compétitions interclubs de l'UEFA pour la saison 2023-2024 fait l'objet d'incertitudes en raison de l'invasion de l'Ukraine par la Russie en 2022 ; ils avaient été exclus de l'édition 2022-2023 pour ce motif,. La circulaire numéro 21 de l'UEFA publiée le 18 avril 2023 confirme l'approbation par le Comité exécutif le 4 avril 2023 d'une liste d'accès rééquilibrée en raison de la suspension des clubs russes.

### Clubs participants
| Barrages de la phase à élimination directe | Barrages de la phase à élimination directe | Barrages de la phase à élimination directe | Barrages de la phase à élimination directe | Barrages de la phase à élimination directe | Barrages de la phase à élimination directe | Barrages de la phase à élimination directe | Barrages de la phase à élimination directe | Barrages de la phase à élimination directe | Barrages de la phase à élimination directe | Barrages de la phase à élimination directe | Barrages de la phase à élimination directe | Barrages de la phase à élimination directe | Barrages de la phase à élimination directe | Barrages de la phase à élimination directe | Barrages de la phase à élimination directe |
| --- | --- | --- | --- | --- | --- | --- | --- | --- | --- | --- | --- | --- | --- | --- | --- |
| - 8 « troisièmes » repêchés de la phase de groupes de la Ligue Europa : - Ajax Amsterdam (89.000) - Olympiakós (39.000) - Real Betis (37.000) - Molde FK (24.000) - Union saint-gilloise (19.000) - Maccabi Haïfa (13.000) - Sturm Graz (12.500) - Servette FC (6.335) | | | | | | | | | | | | | | | |
| Phase de groupes | | | | | | | | | | | | | | | |
| - 10 repêchés des barrages de la Ligue Europa : - Dinamo Zagreb (55.000) - Slovan Bratislava (24.500) - Ludogorets Razgrad (21.000) - Zorya Louhansk (16.000) - Olimpija Ljubljana (9.000) - HŠK Zrinjski Mostar (8.500) - Aberdeen FC (8.000) - KÍ Klaksvík (8.000) - FK Čukarički (6.475) - FC Lugano (6.335) | | | | | | | | | | | | | | | |
| Barrages | | | | | | | | | | | | | | | |
| Voie des champions - 5 champions repêchés du troisième tour de qualification de la Ligue Europa : - BATE Borisov (15.000) - FK Astana (14.000) - HJK Helsinki (11.000) - FK Žalgiris Vilnius (11.000) - Breiðablik Kópavogur (6.000) | Voie des champions - 5 champions repêchés du troisième tour de qualification de la Ligue Europa : - BATE Borisov (15.000) - FK Astana (14.000) - HJK Helsinki (11.000) - FK Žalgiris Vilnius (11.000) - Breiðablik Kópavogur (6.000) | Voie des champions - 5 champions repêchés du troisième tour de qualification de la Ligue Europa : - BATE Borisov (15.000) - FK Astana (14.000) - HJK Helsinki (11.000) - FK Žalgiris Vilnius (11.000) - Breiðablik Kópavogur (6.000) | Voie des champions - 5 champions repêchés du troisième tour de qualification de la Ligue Europa : - BATE Borisov (15.000) - FK Astana (14.000) - HJK Helsinki (11.000) - FK Žalgiris Vilnius (11.000) - Breiðablik Kópavogur (6.000) | Voie des champions - 5 champions repêchés du troisième tour de qualification de la Ligue Europa : - BATE Borisov (15.000) - FK Astana (14.000) - HJK Helsinki (11.000) - FK Žalgiris Vilnius (11.000) - Breiðablik Kópavogur (6.000) | Voie des champions - 5 champions repêchés du troisième tour de qualification de la Ligue Europa : - BATE Borisov (15.000) - FK Astana (14.000) - HJK Helsinki (11.000) - FK Žalgiris Vilnius (11.000) - Breiðablik Kópavogur (6.000) | Voie des champions - 5 champions repêchés du troisième tour de qualification de la Ligue Europa : - BATE Borisov (15.000) - FK Astana (14.000) - HJK Helsinki (11.000) - FK Žalgiris Vilnius (11.000) - Breiðablik Kópavogur (6.000) | Voie des champions - 5 champions repêchés du troisième tour de qualification de la Ligue Europa : - BATE Borisov (15.000) - FK Astana (14.000) - HJK Helsinki (11.000) - FK Žalgiris Vilnius (11.000) - Breiðablik Kópavogur (6.000) | Voie principale - 2 non-champions repêchés du troisième tour de qualification de la Ligue Europa : - KRC Genk (18.000) - SK Dnipro-1 (8.000) - Aston Villa (21.914) 7e d'Angleterre en 2022-2023 - CA Osasuna (18.599) 7e d'Espagne en 2022-2023 - ACF Fiorentina (20.000) 8e d'Italie en 2022-2023 - Eintracht Francfort (77.000) 7e d'Allemagne en 2022-2023 - LOSC Lille (30.000) 5e de France en 2022-2023 | Voie principale - 2 non-champions repêchés du troisième tour de qualification de la Ligue Europa : - KRC Genk (18.000) - SK Dnipro-1 (8.000) - Aston Villa (21.914) 7e d'Angleterre en 2022-2023 - CA Osasuna (18.599) 7e d'Espagne en 2022-2023 - ACF Fiorentina (20.000) 8e d'Italie en 2022-2023 - Eintracht Francfort (77.000) 7e d'Allemagne en 2022-2023 - LOSC Lille (30.000) 5e de France en 2022-2023 | Voie principale - 2 non-champions repêchés du troisième tour de qualification de la Ligue Europa : - KRC Genk (18.000) - SK Dnipro-1 (8.000) - Aston Villa (21.914) 7e d'Angleterre en 2022-2023 - CA Osasuna (18.599) 7e d'Espagne en 2022-2023 - ACF Fiorentina (20.000) 8e d'Italie en 2022-2023 - Eintracht Francfort (77.000) 7e d'Allemagne en 2022-2023 - LOSC Lille (30.000) 5e de France en 2022-2023 | Voie principale - 2 non-champions repêchés du troisième tour de qualification de la Ligue Europa : - KRC Genk (18.000) - SK Dnipro-1 (8.000) - Aston Villa (21.914) 7e d'Angleterre en 2022-2023 - CA Osasuna (18.599) 7e d'Espagne en 2022-2023 - ACF Fiorentina (20.000) 8e d'Italie en 2022-2023 - Eintracht Francfort (77.000) 7e d'Allemagne en 2022-2023 - LOSC Lille (30.000) 5e de France en 2022-2023 | Voie principale - 2 non-champions repêchés du troisième tour de qualification de la Ligue Europa : - KRC Genk (18.000) - SK Dnipro-1 (8.000) - Aston Villa (21.914) 7e d'Angleterre en 2022-2023 - CA Osasuna (18.599) 7e d'Espagne en 2022-2023 - ACF Fiorentina (20.000) 8e d'Italie en 2022-2023 - Eintracht Francfort (77.000) 7e d'Allemagne en 2022-2023 - LOSC Lille (30.000) 5e de France en 2022-2023 | Voie principale - 2 non-champions repêchés du troisième tour de qualification de la Ligue Europa : - KRC Genk (18.000) - SK Dnipro-1 (8.000) - Aston Villa (21.914) 7e d'Angleterre en 2022-2023 - CA Osasuna (18.599) 7e d'Espagne en 2022-2023 - ACF Fiorentina (20.000) 8e d'Italie en 2022-2023 - Eintracht Francfort (77.000) 7e d'Allemagne en 2022-2023 - LOSC Lille (30.000) 5e de France en 2022-2023 | Voie principale - 2 non-champions repêchés du troisième tour de qualification de la Ligue Europa : - KRC Genk (18.000) - SK Dnipro-1 (8.000) - Aston Villa (21.914) 7e d'Angleterre en 2022-2023 - CA Osasuna (18.599) 7e d'Espagne en 2022-2023 - ACF Fiorentina (20.000) 8e d'Italie en 2022-2023 - Eintracht Francfort (77.000) 7e d'Allemagne en 2022-2023 - LOSC Lille (30.000) 5e de France en 2022-2023 | Voie principale - 2 non-champions repêchés du troisième tour de qualification de la Ligue Europa : - KRC Genk (18.000) - SK Dnipro-1 (8.000) - Aston Villa (21.914) 7e d'Angleterre en 2022-2023 - CA Osasuna (18.599) 7e d'Espagne en 2022-2023 - ACF Fiorentina (20.000) 8e d'Italie en 2022-2023 - Eintracht Francfort (77.000) 7e d'Allemagne en 2022-2023 - LOSC Lille (30.000) 5e de France en 2022-2023 |
| Troisième tour de qualification | | | | | | | | | | | | | | | |
| Voie des champions - 2 champions repêchés du 1er tour de qualification de la Ligue des champions (par tirage au sort) : - Flora Tallinn (10.500) - Lincoln Red Imps (8.500) | Voie des champions - 2 champions repêchés du 1er tour de qualification de la Ligue des champions (par tirage au sort) : - Flora Tallinn (10.500) - Lincoln Red Imps (8.500) | Voie des champions - 2 champions repêchés du 1er tour de qualification de la Ligue des champions (par tirage au sort) : - Flora Tallinn (10.500) - Lincoln Red Imps (8.500) | Voie des champions - 2 champions repêchés du 1er tour de qualification de la Ligue des champions (par tirage au sort) : - Flora Tallinn (10.500) - Lincoln Red Imps (8.500) | Voie des champions - 2 champions repêchés du 1er tour de qualification de la Ligue des champions (par tirage au sort) : - Flora Tallinn (10.500) - Lincoln Red Imps (8.500) | Voie des champions - 2 champions repêchés du 1er tour de qualification de la Ligue des champions (par tirage au sort) : - Flora Tallinn (10.500) - Lincoln Red Imps (8.500) | Voie des champions - 2 champions repêchés du 1er tour de qualification de la Ligue des champions (par tirage au sort) : - Flora Tallinn (10.500) - Lincoln Red Imps (8.500) | Voie des champions - 2 champions repêchés du 1er tour de qualification de la Ligue des champions (par tirage au sort) : - Flora Tallinn (10.500) - Lincoln Red Imps (8.500) | Voie principale - FC Arouca (11.243) 5e du Portugal en 2022-2023 - AZ Alkmaar (47.500) 4e des Pays-Bas en 2022-2023 - Rapid Vienne (18.500) 4e d'Autriche en 2022-2023 - Heart of Midlothian (7.280) 4e d'Écosse en 2022-2023 - Partizan Belgrade (25.500) 4e de Serbie en 2022-2023 - Dynamo Kiev (35.000) 4e d'Ukraine 2022-2023 - SK Brann (5.800) Vainqueur de la Coupe de Norvège 2022-2023 - FC Nordsjælland (5.565) 2e du Danemark en 2022-2023, - Hajduk Split (9.000) Vainqueur de la Coupe de Croatie 2022-2023 | Voie principale - FC Arouca (11.243) 5e du Portugal en 2022-2023 - AZ Alkmaar (47.500) 4e des Pays-Bas en 2022-2023 - Rapid Vienne (18.500) 4e d'Autriche en 2022-2023 - Heart of Midlothian (7.280) 4e d'Écosse en 2022-2023 - Partizan Belgrade (25.500) 4e de Serbie en 2022-2023 - Dynamo Kiev (35.000) 4e d'Ukraine 2022-2023 - SK Brann (5.800) Vainqueur de la Coupe de Norvège 2022-2023 - FC Nordsjælland (5.565) 2e du Danemark en 2022-2023, - Hajduk Split (9.000) Vainqueur de la Coupe de Croatie 2022-2023 | Voie principale - FC Arouca (11.243) 5e du Portugal en 2022-2023 - AZ Alkmaar (47.500) 4e des Pays-Bas en 2022-2023 - Rapid Vienne (18.500) 4e d'Autriche en 2022-2023 - Heart of Midlothian (7.280) 4e d'Écosse en 2022-2023 - Partizan Belgrade (25.500) 4e de Serbie en 2022-2023 - Dynamo Kiev (35.000) 4e d'Ukraine 2022-2023 - SK Brann (5.800) Vainqueur de la Coupe de Norvège 2022-2023 - FC Nordsjælland (5.565) 2e du Danemark en 2022-2023, - Hajduk Split (9.000) Vainqueur de la Coupe de Croatie 2022-2023 | Voie principale - FC Arouca (11.243) 5e du Portugal en 2022-2023 - AZ Alkmaar (47.500) 4e des Pays-Bas en 2022-2023 - Rapid Vienne (18.500) 4e d'Autriche en 2022-2023 - Heart of Midlothian (7.280) 4e d'Écosse en 2022-2023 - Partizan Belgrade (25.500) 4e de Serbie en 2022-2023 - Dynamo Kiev (35.000) 4e d'Ukraine 2022-2023 - SK Brann (5.800) Vainqueur de la Coupe de Norvège 2022-2023 - FC Nordsjælland (5.565) 2e du Danemark en 2022-2023, - Hajduk Split (9.000) Vainqueur de la Coupe de Croatie 2022-2023 | Voie principale - FC Arouca (11.243) 5e du Portugal en 2022-2023 - AZ Alkmaar (47.500) 4e des Pays-Bas en 2022-2023 - Rapid Vienne (18.500) 4e d'Autriche en 2022-2023 - Heart of Midlothian (7.280) 4e d'Écosse en 2022-2023 - Partizan Belgrade (25.500) 4e de Serbie en 2022-2023 - Dynamo Kiev (35.000) 4e d'Ukraine 2022-2023 - SK Brann (5.800) Vainqueur de la Coupe de Norvège 2022-2023 - FC Nordsjælland (5.565) 2e du Danemark en 2022-2023, - Hajduk Split (9.000) Vainqueur de la Coupe de Croatie 2022-2023 | Voie principale - FC Arouca (11.243) 5e du Portugal en 2022-2023 - AZ Alkmaar (47.500) 4e des Pays-Bas en 2022-2023 - Rapid Vienne (18.500) 4e d'Autriche en 2022-2023 - Heart of Midlothian (7.280) 4e d'Écosse en 2022-2023 - Partizan Belgrade (25.500) 4e de Serbie en 2022-2023 - Dynamo Kiev (35.000) 4e d'Ukraine 2022-2023 - SK Brann (5.800) Vainqueur de la Coupe de Norvège 2022-2023 - FC Nordsjælland (5.565) 2e du Danemark en 2022-2023, - Hajduk Split (9.000) Vainqueur de la Coupe de Croatie 2022-2023 | Voie principale - FC Arouca (11.243) 5e du Portugal en 2022-2023 - AZ Alkmaar (47.500) 4e des Pays-Bas en 2022-2023 - Rapid Vienne (18.500) 4e d'Autriche en 2022-2023 - Heart of Midlothian (7.280) 4e d'Écosse en 2022-2023 - Partizan Belgrade (25.500) 4e de Serbie en 2022-2023 - Dynamo Kiev (35.000) 4e d'Ukraine 2022-2023 - SK Brann (5.800) Vainqueur de la Coupe de Norvège 2022-2023 - FC Nordsjælland (5.565) 2e du Danemark en 2022-2023, - Hajduk Split (9.000) Vainqueur de la Coupe de Croatie 2022-2023 | Voie principale - FC Arouca (11.243) 5e du Portugal en 2022-2023 - AZ Alkmaar (47.500) 4e des Pays-Bas en 2022-2023 - Rapid Vienne (18.500) 4e d'Autriche en 2022-2023 - Heart of Midlothian (7.280) 4e d'Écosse en 2022-2023 - Partizan Belgrade (25.500) 4e de Serbie en 2022-2023 - Dynamo Kiev (35.000) 4e d'Ukraine 2022-2023 - SK Brann (5.800) Vainqueur de la Coupe de Norvège 2022-2023 - FC Nordsjælland (5.565) 2e du Danemark en 2022-2023, - Hajduk Split (9.000) Vainqueur de la Coupe de Croatie 2022-2023 |
| Deuxième tour de qualification | | | | | | | | | | | | | | | |
| Voie des champions - 13 champions repêchés du 1er tour de qualification de la Ligue des champions : - Ferencváros TC (27.000) - Shamrock Rovers (9.000) - The New Saints (9.000) - Dinamo Tbilissi (7.500) - FK Partizani Tirana (5.000) - FC Farul Constanţa (4.100) - Valmiera FC (3.500) - Larne FC (3.000) - KF Ballkani (3.000) - FC Urartu (3.000) - Hamrun Spartans (2.500) - Swift Hesperange (1.800) - FC Struga (1.100) - 1 champion repêché de la finale du tour préliminaire de la Ligue des champions : - Budućnost Podgorica (6.500) - 2 champions repêchés des demi-finales du tour préliminaire de la Ligue des champions : - Atlètic Club d'Escaldes (1.033) - SP Tre Penne (4.000) | Voie des champions - 13 champions repêchés du 1er tour de qualification de la Ligue des champions : - Ferencváros TC (27.000) - Shamrock Rovers (9.000) - The New Saints (9.000) - Dinamo Tbilissi (7.500) - FK Partizani Tirana (5.000) - FC Farul Constanţa (4.100) - Valmiera FC (3.500) - Larne FC (3.000) - KF Ballkani (3.000) - FC Urartu (3.000) - Hamrun Spartans (2.500) - Swift Hesperange (1.800) - FC Struga (1.100) - 1 champion repêché de la finale du tour préliminaire de la Ligue des champions : - Budućnost Podgorica (6.500) - 2 champions repêchés des demi-finales du tour préliminaire de la Ligue des champions : - Atlètic Club d'Escaldes (1.033) - SP Tre Penne (4.000) | Voie des champions - 13 champions repêchés du 1er tour de qualification de la Ligue des champions : - Ferencváros TC (27.000) - Shamrock Rovers (9.000) - The New Saints (9.000) - Dinamo Tbilissi (7.500) - FK Partizani Tirana (5.000) - FC Farul Constanţa (4.100) - Valmiera FC (3.500) - Larne FC (3.000) - KF Ballkani (3.000) - FC Urartu (3.000) - Hamrun Spartans (2.500) - Swift Hesperange (1.800) - FC Struga (1.100) - 1 champion repêché de la finale du tour préliminaire de la Ligue des champions : - Budućnost Podgorica (6.500) - 2 champions repêchés des demi-finales du tour préliminaire de la Ligue des champions : - Atlètic Club d'Escaldes (1.033) - SP Tre Penne (4.000) | Voie des champions - 13 champions repêchés du 1er tour de qualification de la Ligue des champions : - Ferencváros TC (27.000) - Shamrock Rovers (9.000) - The New Saints (9.000) - Dinamo Tbilissi (7.500) - FK Partizani Tirana (5.000) - FC Farul Constanţa (4.100) - Valmiera FC (3.500) - Larne FC (3.000) - KF Ballkani (3.000) - FC Urartu (3.000) - Hamrun Spartans (2.500) - Swift Hesperange (1.800) - FC Struga (1.100) - 1 champion repêché de la finale du tour préliminaire de la Ligue des champions : - Budućnost Podgorica (6.500) - 2 champions repêchés des demi-finales du tour préliminaire de la Ligue des champions : - Atlètic Club d'Escaldes (1.033) - SP Tre Penne (4.000) | Voie des champions - 13 champions repêchés du 1er tour de qualification de la Ligue des champions : - Ferencváros TC (27.000) - Shamrock Rovers (9.000) - The New Saints (9.000) - Dinamo Tbilissi (7.500) - FK Partizani Tirana (5.000) - FC Farul Constanţa (4.100) - Valmiera FC (3.500) - Larne FC (3.000) - KF Ballkani (3.000) - FC Urartu (3.000) - Hamrun Spartans (2.500) - Swift Hesperange (1.800) - FC Struga (1.100) - 1 champion repêché de la finale du tour préliminaire de la Ligue des champions : - Budućnost Podgorica (6.500) - 2 champions repêchés des demi-finales du tour préliminaire de la Ligue des champions : - Atlètic Club d'Escaldes (1.033) - SP Tre Penne (4.000) | Voie des champions - 13 champions repêchés du 1er tour de qualification de la Ligue des champions : - Ferencváros TC (27.000) - Shamrock Rovers (9.000) - The New Saints (9.000) - Dinamo Tbilissi (7.500) - FK Partizani Tirana (5.000) - FC Farul Constanţa (4.100) - Valmiera FC (3.500) - Larne FC (3.000) - KF Ballkani (3.000) - FC Urartu (3.000) - Hamrun Spartans (2.500) - Swift Hesperange (1.800) - FC Struga (1.100) - 1 champion repêché de la finale du tour préliminaire de la Ligue des champions : - Budućnost Podgorica (6.500) - 2 champions repêchés des demi-finales du tour préliminaire de la Ligue des champions : - Atlètic Club d'Escaldes (1.033) - SP Tre Penne (4.000) | Voie des champions - 13 champions repêchés du 1er tour de qualification de la Ligue des champions : - Ferencváros TC (27.000) - Shamrock Rovers (9.000) - The New Saints (9.000) - Dinamo Tbilissi (7.500) - FK Partizani Tirana (5.000) - FC Farul Constanţa (4.100) - Valmiera FC (3.500) - Larne FC (3.000) - KF Ballkani (3.000) - FC Urartu (3.000) - Hamrun Spartans (2.500) - Swift Hesperange (1.800) - FC Struga (1.100) - 1 champion repêché de la finale du tour préliminaire de la Ligue des champions : - Budućnost Podgorica (6.500) - 2 champions repêchés des demi-finales du tour préliminaire de la Ligue des champions : - Atlètic Club d'Escaldes (1.033) - SP Tre Penne (4.000) | Voie des champions - 13 champions repêchés du 1er tour de qualification de la Ligue des champions : - Ferencváros TC (27.000) - Shamrock Rovers (9.000) - The New Saints (9.000) - Dinamo Tbilissi (7.500) - FK Partizani Tirana (5.000) - FC Farul Constanţa (4.100) - Valmiera FC (3.500) - Larne FC (3.000) - KF Ballkani (3.000) - FC Urartu (3.000) - Hamrun Spartans (2.500) - Swift Hesperange (1.800) - FC Struga (1.100) - 1 champion repêché de la finale du tour préliminaire de la Ligue des champions : - Budućnost Podgorica (6.500) - 2 champions repêchés des demi-finales du tour préliminaire de la Ligue des champions : - Atlètic Club d'Escaldes (1.033) - SP Tre Penne (4.000) | Voie principale - Vitória Guimarães (11.243) 6e du Portugal en 2022-2023 - FC Twente (11.980) Vainqueur des barrages des Pays-Bas en 2022-2023 - Austria Vienne (6.800) Vainqueur des barrages d'Autriche en 2022-2023 - Hibernian FC (7.280) 5e d'Écosse en 2022-2023 - FK Vojvodina Novi Sad (6.475) 5e de Serbie en 2022-2023 - Vorskla Poltava (6.000) 5e d'Ukraine en 2022-2023 - Club Bruges (54.000) 4e de Belgique en 2022-2023 - KAA La Gantoise (37.500) 5e de Belgique en 2022-2023 - FC Lucerne (6.335) 4e de Suisse en 2022-2023 - FC Bâle (53.000) 5e de Suisse en 2022-2023 - PAOK Salonique (25.000) 4e de Grèce en 2022-2023 - Aris Salonique (7.000) 5e de Grèce en 2022-2023 - Viktoria Plzeň (22.000) 3e de Tchéquie en 2022-2023 - Bohemians 1905 (5.810) 4e de Tchéquie en 2022-2023 - FK Bodø/Glimt (20.000) 2e de Norvège en 2022 - Rosenborg BK (11.000) 3e de Norvège en 2022 - AGF Aarhus (5.565) 3e du Danemark en 2022-2023 - FC Midtjylland (25.500) Vainqueur des barrages du Danemark en 2022-2023 - NK Osijek (8.000) 3e de Croatie en 2022-2023 - HNK Rijeka (11.500) 4e de Croatie en 2022-2023 - Fenerbahçe SK (30.000) Vainqueur de la Coupe de Turquie 2022-2023 - Beşiktaş JK (14.000) 3e de Turquie en 2022-2023 - Adana Demirspor (6.420) 4e de Turquie en 2022-2023 - Omónia Nicosie (10.000) Vainqueur de la Coupe de Chypre 2022-2023 - APOEL Nicosie (14.500) 2e de Chypre en 2022-2023 - AEK Larnaca (10.000) 3e de Chypre en 2022-2023 - Beitar Jérusalem (5.000) Vainqueur de la Coupe d'Israël 2022-2023 - Hapoël Beer-Sheva (17.000) 2e d'Israël en 2022-2023 - Maccabi Tel-Aviv (24.000) 3e d'Israël en 2022-2023 - Djurgårdens IF (16.500) 2e de Suède en 2022 - Hammarby IF (4.750) 3e de Suède en 2022 - Kalmar FF (4.750) 4e de Suède en 2022 - CSKA Sofia (13.000) 2e de Bulgarie en 2022-2023 - CSKA 1948 Sofia (4.000) 3e de Bulgarie en 2022-2023 - Levski Sofia (4.500) Vainqueur des barrages de Bulgarie en 2022-2023 - Sepsi Sfântu Gheorghe (4.100) Vainqueur de la Coupe de Roumanie 2022-2023 - FCSB (11.000) 2e de Roumanie en 2022-2023 - CFR Cluj (27.500) Vainqueur des barrages de Roumanie en 2022-2023 - FK Qabala (4.000) Vainqueur de la Coupe d'Azerbaïdjan 2022-2023 - Sabah FC (3.325) 2e d'Azerbaïdjan en 2022-2023 - Neftchi Bakou (9.000) 3e d'Azerbaïdjan en 2022-2023 - Zalaegerszegi TE (4.125) Vainqueur de la Coupe de Hongrie 2022-2023 - Kecskeméti TE (4.125) 2e de Hongrie en 2022-2023 - Debreceni VSC (4.125) 3e de Hongrie en 2022-2023 - Legia Varsovie (11.000) Vainqueur de la Coupe de Pologne 2022-2023 - Lech Poznań (19.000) 3e de Pologne en 2022-2023 - Pogoń Szczecin (4.150) 4e de Pologne en 2022-2023 - FK Ordabasy (2.525) Vainqueur de la Coupe du Kazakhstan 2022 - FK Aktobe (2.525) 2e du Kazakhstan en 2022 - Spartak Trnava (10.500) Vainqueur de la Coupe de Slovaquie 2022-2023 - NK Celje (2.500) 2e de Slovénie en 2022-2023, - Torpedo Jodzina (1.975) Vainqueur de la Coupe de Biélorussie 2022-2023 - CS Petrocub Hîncești (6.500) 2e de Moldavie en 2022-2023, - Kauno Žalgiris (4.500) 2e de Lituanie en 2022, - FK Borac Banja Luka (4.000) 2e de Bosnie-Herzégovine en 2022-2023, - KuPS (9.500) Vainqueur de la Coupe de Finlande 2022 - FC Differdange 03 (2.000) Vainqueur de la Coupe du Luxembourg 2022-2023 - FK Auda (2.125) Vainqueur de la Coupe de Lettonie 2022 - KF Drita (6.500) 2e du Kosovo en 2022-2023, | Voie principale - Vitória Guimarães (11.243) 6e du Portugal en 2022-2023 - FC Twente (11.980) Vainqueur des barrages des Pays-Bas en 2022-2023 - Austria Vienne (6.800) Vainqueur des barrages d'Autriche en 2022-2023 - Hibernian FC (7.280) 5e d'Écosse en 2022-2023 - FK Vojvodina Novi Sad (6.475) 5e de Serbie en 2022-2023 - Vorskla Poltava (6.000) 5e d'Ukraine en 2022-2023 - Club Bruges (54.000) 4e de Belgique en 2022-2023 - KAA La Gantoise (37.500) 5e de Belgique en 2022-2023 - FC Lucerne (6.335) 4e de Suisse en 2022-2023 - FC Bâle (53.000) 5e de Suisse en 2022-2023 - PAOK Salonique (25.000) 4e de Grèce en 2022-2023 - Aris Salonique (7.000) 5e de Grèce en 2022-2023 - Viktoria Plzeň (22.000) 3e de Tchéquie en 2022-2023 - Bohemians 1905 (5.810) 4e de Tchéquie en 2022-2023 - FK Bodø/Glimt (20.000) 2e de Norvège en 2022 - Rosenborg BK (11.000) 3e de Norvège en 2022 - AGF Aarhus (5.565) 3e du Danemark en 2022-2023 - FC Midtjylland (25.500) Vainqueur des barrages du Danemark en 2022-2023 - NK Osijek (8.000) 3e de Croatie en 2022-2023 - HNK Rijeka (11.500) 4e de Croatie en 2022-2023 - Fenerbahçe SK (30.000) Vainqueur de la Coupe de Turquie 2022-2023 - Beşiktaş JK (14.000) 3e de Turquie en 2022-2023 - Adana Demirspor (6.420) 4e de Turquie en 2022-2023 - Omónia Nicosie (10.000) Vainqueur de la Coupe de Chypre 2022-2023 - APOEL Nicosie (14.500) 2e de Chypre en 2022-2023 - AEK Larnaca (10.000) 3e de Chypre en 2022-2023 - Beitar Jérusalem (5.000) Vainqueur de la Coupe d'Israël 2022-2023 - Hapoël Beer-Sheva (17.000) 2e d'Israël en 2022-2023 - Maccabi Tel-Aviv (24.000) 3e d'Israël en 2022-2023 - Djurgårdens IF (16.500) 2e de Suède en 2022 - Hammarby IF (4.750) 3e de Suède en 2022 - Kalmar FF (4.750) 4e de Suède en 2022 - CSKA Sofia (13.000) 2e de Bulgarie en 2022-2023 - CSKA 1948 Sofia (4.000) 3e de Bulgarie en 2022-2023 - Levski Sofia (4.500) Vainqueur des barrages de Bulgarie en 2022-2023 - Sepsi Sfântu Gheorghe (4.100) Vainqueur de la Coupe de Roumanie 2022-2023 - FCSB (11.000) 2e de Roumanie en 2022-2023 - CFR Cluj (27.500) Vainqueur des barrages de Roumanie en 2022-2023 - FK Qabala (4.000) Vainqueur de la Coupe d'Azerbaïdjan 2022-2023 - Sabah FC (3.325) 2e d'Azerbaïdjan en 2022-2023 - Neftchi Bakou (9.000) 3e d'Azerbaïdjan en 2022-2023 - Zalaegerszegi TE (4.125) Vainqueur de la Coupe de Hongrie 2022-2023 - Kecskeméti TE (4.125) 2e de Hongrie en 2022-2023 - Debreceni VSC (4.125) 3e de Hongrie en 2022-2023 - Legia Varsovie (11.000) Vainqueur de la Coupe de Pologne 2022-2023 - Lech Poznań (19.000) 3e de Pologne en 2022-2023 - Pogoń Szczecin (4.150) 4e de Pologne en 2022-2023 - FK Ordabasy (2.525) Vainqueur de la Coupe du Kazakhstan 2022 - FK Aktobe (2.525) 2e du Kazakhstan en 2022 - Spartak Trnava (10.500) Vainqueur de la Coupe de Slovaquie 2022-2023 - NK Celje (2.500) 2e de Slovénie en 2022-2023, - Torpedo Jodzina (1.975) Vainqueur de la Coupe de Biélorussie 2022-2023 - CS Petrocub Hîncești (6.500) 2e de Moldavie en 2022-2023, - Kauno Žalgiris (4.500) 2e de Lituanie en 2022, - FK Borac Banja Luka (4.000) 2e de Bosnie-Herzégovine en 2022-2023, - KuPS (9.500) Vainqueur de la Coupe de Finlande 2022 - FC Differdange 03 (2.000) Vainqueur de la Coupe du Luxembourg 2022-2023 - FK Auda (2.125) Vainqueur de la Coupe de Lettonie 2022 - KF Drita (6.500) 2e du Kosovo en 2022-2023, | Voie principale - Vitória Guimarães (11.243) 6e du Portugal en 2022-2023 - FC Twente (11.980) Vainqueur des barrages des Pays-Bas en 2022-2023 - Austria Vienne (6.800) Vainqueur des barrages d'Autriche en 2022-2023 - Hibernian FC (7.280) 5e d'Écosse en 2022-2023 - FK Vojvodina Novi Sad (6.475) 5e de Serbie en 2022-2023 - Vorskla Poltava (6.000) 5e d'Ukraine en 2022-2023 - Club Bruges (54.000) 4e de Belgique en 2022-2023 - KAA La Gantoise (37.500) 5e de Belgique en 2022-2023 - FC Lucerne (6.335) 4e de Suisse en 2022-2023 - FC Bâle (53.000) 5e de Suisse en 2022-2023 - PAOK Salonique (25.000) 4e de Grèce en 2022-2023 - Aris Salonique (7.000) 5e de Grèce en 2022-2023 - Viktoria Plzeň (22.000) 3e de Tchéquie en 2022-2023 - Bohemians 1905 (5.810) 4e de Tchéquie en 2022-2023 - FK Bodø/Glimt (20.000) 2e de Norvège en 2022 - Rosenborg BK (11.000) 3e de Norvège en 2022 - AGF Aarhus (5.565) 3e du Danemark en 2022-2023 - FC Midtjylland (25.500) Vainqueur des barrages du Danemark en 2022-2023 - NK Osijek (8.000) 3e de Croatie en 2022-2023 - HNK Rijeka (11.500) 4e de Croatie en 2022-2023 - Fenerbahçe SK (30.000) Vainqueur de la Coupe de Turquie 2022-2023 - Beşiktaş JK (14.000) 3e de Turquie en 2022-2023 - Adana Demirspor (6.420) 4e de Turquie en 2022-2023 - Omónia Nicosie (10.000) Vainqueur de la Coupe de Chypre 2022-2023 - APOEL Nicosie (14.500) 2e de Chypre en 2022-2023 - AEK Larnaca (10.000) 3e de Chypre en 2022-2023 - Beitar Jérusalem (5.000) Vainqueur de la Coupe d'Israël 2022-2023 - Hapoël Beer-Sheva (17.000) 2e d'Israël en 2022-2023 - Maccabi Tel-Aviv (24.000) 3e d'Israël en 2022-2023 - Djurgårdens IF (16.500) 2e de Suède en 2022 - Hammarby IF (4.750) 3e de Suède en 2022 - Kalmar FF (4.750) 4e de Suède en 2022 - CSKA Sofia (13.000) 2e de Bulgarie en 2022-2023 - CSKA 1948 Sofia (4.000) 3e de Bulgarie en 2022-2023 - Levski Sofia (4.500) Vainqueur des barrages de Bulgarie en 2022-2023 - Sepsi Sfântu Gheorghe (4.100) Vainqueur de la Coupe de Roumanie 2022-2023 - FCSB (11.000) 2e de Roumanie en 2022-2023 - CFR Cluj (27.500) Vainqueur des barrages de Roumanie en 2022-2023 - FK Qabala (4.000) Vainqueur de la Coupe d'Azerbaïdjan 2022-2023 - Sabah FC (3.325) 2e d'Azerbaïdjan en 2022-2023 - Neftchi Bakou (9.000) 3e d'Azerbaïdjan en 2022-2023 - Zalaegerszegi TE (4.125) Vainqueur de la Coupe de Hongrie 2022-2023 - Kecskeméti TE (4.125) 2e de Hongrie en 2022-2023 - Debreceni VSC (4.125) 3e de Hongrie en 2022-2023 - Legia Varsovie (11.000) Vainqueur de la Coupe de Pologne 2022-2023 - Lech Poznań (19.000) 3e de Pologne en 2022-2023 - Pogoń Szczecin (4.150) 4e de Pologne en 2022-2023 - FK Ordabasy (2.525) Vainqueur de la Coupe du Kazakhstan 2022 - FK Aktobe (2.525) 2e du Kazakhstan en 2022 - Spartak Trnava (10.500) Vainqueur de la Coupe de Slovaquie 2022-2023 - NK Celje (2.500) 2e de Slovénie en 2022-2023, - Torpedo Jodzina (1.975) Vainqueur de la Coupe de Biélorussie 2022-2023 - CS Petrocub Hîncești (6.500) 2e de Moldavie en 2022-2023, - Kauno Žalgiris (4.500) 2e de Lituanie en 2022, - FK Borac Banja Luka (4.000) 2e de Bosnie-Herzégovine en 2022-2023, - KuPS (9.500) Vainqueur de la Coupe de Finlande 2022 - FC Differdange 03 (2.000) Vainqueur de la Coupe du Luxembourg 2022-2023 - FK Auda (2.125) Vainqueur de la Coupe de Lettonie 2022 - KF Drita (6.500) 2e du Kosovo en 2022-2023, | Voie principale - Vitória Guimarães (11.243) 6e du Portugal en 2022-2023 - FC Twente (11.980) Vainqueur des barrages des Pays-Bas en 2022-2023 - Austria Vienne (6.800) Vainqueur des barrages d'Autriche en 2022-2023 - Hibernian FC (7.280) 5e d'Écosse en 2022-2023 - FK Vojvodina Novi Sad (6.475) 5e de Serbie en 2022-2023 - Vorskla Poltava (6.000) 5e d'Ukraine en 2022-2023 - Club Bruges (54.000) 4e de Belgique en 2022-2023 - KAA La Gantoise (37.500) 5e de Belgique en 2022-2023 - FC Lucerne (6.335) 4e de Suisse en 2022-2023 - FC Bâle (53.000) 5e de Suisse en 2022-2023 - PAOK Salonique (25.000) 4e de Grèce en 2022-2023 - Aris Salonique (7.000) 5e de Grèce en 2022-2023 - Viktoria Plzeň (22.000) 3e de Tchéquie en 2022-2023 - Bohemians 1905 (5.810) 4e de Tchéquie en 2022-2023 - FK Bodø/Glimt (20.000) 2e de Norvège en 2022 - Rosenborg BK (11.000) 3e de Norvège en 2022 - AGF Aarhus (5.565) 3e du Danemark en 2022-2023 - FC Midtjylland (25.500) Vainqueur des barrages du Danemark en 2022-2023 - NK Osijek (8.000) 3e de Croatie en 2022-2023 - HNK Rijeka (11.500) 4e de Croatie en 2022-2023 - Fenerbahçe SK (30.000) Vainqueur de la Coupe de Turquie 2022-2023 - Beşiktaş JK (14.000) 3e de Turquie en 2022-2023 - Adana Demirspor (6.420) 4e de Turquie en 2022-2023 - Omónia Nicosie (10.000) Vainqueur de la Coupe de Chypre 2022-2023 - APOEL Nicosie (14.500) 2e de Chypre en 2022-2023 - AEK Larnaca (10.000) 3e de Chypre en 2022-2023 - Beitar Jérusalem (5.000) Vainqueur de la Coupe d'Israël 2022-2023 - Hapoël Beer-Sheva (17.000) 2e d'Israël en 2022-2023 - Maccabi Tel-Aviv (24.000) 3e d'Israël en 2022-2023 - Djurgårdens IF (16.500) 2e de Suède en 2022 - Hammarby IF (4.750) 3e de Suède en 2022 - Kalmar FF (4.750) 4e de Suède en 2022 - CSKA Sofia (13.000) 2e de Bulgarie en 2022-2023 - CSKA 1948 Sofia (4.000) 3e de Bulgarie en 2022-2023 - Levski Sofia (4.500) Vainqueur des barrages de Bulgarie en 2022-2023 - Sepsi Sfântu Gheorghe (4.100) Vainqueur de la Coupe de Roumanie 2022-2023 - FCSB (11.000) 2e de Roumanie en 2022-2023 - CFR Cluj (27.500) Vainqueur des barrages de Roumanie en 2022-2023 - FK Qabala (4.000) Vainqueur de la Coupe d'Azerbaïdjan 2022-2023 - Sabah FC (3.325) 2e d'Azerbaïdjan en 2022-2023 - Neftchi Bakou (9.000) 3e d'Azerbaïdjan en 2022-2023 - Zalaegerszegi TE (4.125) Vainqueur de la Coupe de Hongrie 2022-2023 - Kecskeméti TE (4.125) 2e de Hongrie en 2022-2023 - Debreceni VSC (4.125) 3e de Hongrie en 2022-2023 - Legia Varsovie (11.000) Vainqueur de la Coupe de Pologne 2022-2023 - Lech Poznań (19.000) 3e de Pologne en 2022-2023 - Pogoń Szczecin (4.150) 4e de Pologne en 2022-2023 - FK Ordabasy (2.525) Vainqueur de la Coupe du Kazakhstan 2022 - FK Aktobe (2.525) 2e du Kazakhstan en 2022 - Spartak Trnava (10.500) Vainqueur de la Coupe de Slovaquie 2022-2023 - NK Celje (2.500) 2e de Slovénie en 2022-2023, - Torpedo Jodzina (1.975) Vainqueur de la Coupe de Biélorussie 2022-2023 - CS Petrocub Hîncești (6.500) 2e de Moldavie en 2022-2023, - Kauno Žalgiris (4.500) 2e de Lituanie en 2022, - FK Borac Banja Luka (4.000) 2e de Bosnie-Herzégovine en 2022-2023, - KuPS (9.500) Vainqueur de la Coupe de Finlande 2022 - FC Differdange 03 (2.000) Vainqueur de la Coupe du Luxembourg 2022-2023 - FK Auda (2.125) Vainqueur de la Coupe de Lettonie 2022 - KF Drita (6.500) 2e du Kosovo en 2022-2023, | Voie principale - Vitória Guimarães (11.243) 6e du Portugal en 2022-2023 - FC Twente (11.980) Vainqueur des barrages des Pays-Bas en 2022-2023 - Austria Vienne (6.800) Vainqueur des barrages d'Autriche en 2022-2023 - Hibernian FC (7.280) 5e d'Écosse en 2022-2023 - FK Vojvodina Novi Sad (6.475) 5e de Serbie en 2022-2023 - Vorskla Poltava (6.000) 5e d'Ukraine en 2022-2023 - Club Bruges (54.000) 4e de Belgique en 2022-2023 - KAA La Gantoise (37.500) 5e de Belgique en 2022-2023 - FC Lucerne (6.335) 4e de Suisse en 2022-2023 - FC Bâle (53.000) 5e de Suisse en 2022-2023 - PAOK Salonique (25.000) 4e de Grèce en 2022-2023 - Aris Salonique (7.000) 5e de Grèce en 2022-2023 - Viktoria Plzeň (22.000) 3e de Tchéquie en 2022-2023 - Bohemians 1905 (5.810) 4e de Tchéquie en 2022-2023 - FK Bodø/Glimt (20.000) 2e de Norvège en 2022 - Rosenborg BK (11.000) 3e de Norvège en 2022 - AGF Aarhus (5.565) 3e du Danemark en 2022-2023 - FC Midtjylland (25.500) Vainqueur des barrages du Danemark en 2022-2023 - NK Osijek (8.000) 3e de Croatie en 2022-2023 - HNK Rijeka (11.500) 4e de Croatie en 2022-2023 - Fenerbahçe SK (30.000) Vainqueur de la Coupe de Turquie 2022-2023 - Beşiktaş JK (14.000) 3e de Turquie en 2022-2023 - Adana Demirspor (6.420) 4e de Turquie en 2022-2023 - Omónia Nicosie (10.000) Vainqueur de la Coupe de Chypre 2022-2023 - APOEL Nicosie (14.500) 2e de Chypre en 2022-2023 - AEK Larnaca (10.000) 3e de Chypre en 2022-2023 - Beitar Jérusalem (5.000) Vainqueur de la Coupe d'Israël 2022-2023 - Hapoël Beer-Sheva (17.000) 2e d'Israël en 2022-2023 - Maccabi Tel-Aviv (24.000) 3e d'Israël en 2022-2023 - Djurgårdens IF (16.500) 2e de Suède en 2022 - Hammarby IF (4.750) 3e de Suède en 2022 - Kalmar FF (4.750) 4e de Suède en 2022 - CSKA Sofia (13.000) 2e de Bulgarie en 2022-2023 - CSKA 1948 Sofia (4.000) 3e de Bulgarie en 2022-2023 - Levski Sofia (4.500) Vainqueur des barrages de Bulgarie en 2022-2023 - Sepsi Sfântu Gheorghe (4.100) Vainqueur de la Coupe de Roumanie 2022-2023 - FCSB (11.000) 2e de Roumanie en 2022-2023 - CFR Cluj (27.500) Vainqueur des barrages de Roumanie en 2022-2023 - FK Qabala (4.000) Vainqueur de la Coupe d'Azerbaïdjan 2022-2023 - Sabah FC (3.325) 2e d'Azerbaïdjan en 2022-2023 - Neftchi Bakou (9.000) 3e d'Azerbaïdjan en 2022-2023 - Zalaegerszegi TE (4.125) Vainqueur de la Coupe de Hongrie 2022-2023 - Kecskeméti TE (4.125) 2e de Hongrie en 2022-2023 - Debreceni VSC (4.125) 3e de Hongrie en 2022-2023 - Legia Varsovie (11.000) Vainqueur de la Coupe de Pologne 2022-2023 - Lech Poznań (19.000) 3e de Pologne en 2022-2023 - Pogoń Szczecin (4.150) 4e de Pologne en 2022-2023 - FK Ordabasy (2.525) Vainqueur de la Coupe du Kazakhstan 2022 - FK Aktobe (2.525) 2e du Kazakhstan en 2022 - Spartak Trnava (10.500) Vainqueur de la Coupe de Slovaquie 2022-2023 - NK Celje (2.500) 2e de Slovénie en 2022-2023, - Torpedo Jodzina (1.975) Vainqueur de la Coupe de Biélorussie 2022-2023 - CS Petrocub Hîncești (6.500) 2e de Moldavie en 2022-2023, - Kauno Žalgiris (4.500) 2e de Lituanie en 2022, - FK Borac Banja Luka (4.000) 2e de Bosnie-Herzégovine en 2022-2023, - KuPS (9.500) Vainqueur de la Coupe de Finlande 2022 - FC Differdange 03 (2.000) Vainqueur de la Coupe du Luxembourg 2022-2023 - FK Auda (2.125) Vainqueur de la Coupe de Lettonie 2022 - KF Drita (6.500) 2e du Kosovo en 2022-2023, | Voie principale - Vitória Guimarães (11.243) 6e du Portugal en 2022-2023 - FC Twente (11.980) Vainqueur des barrages des Pays-Bas en 2022-2023 - Austria Vienne (6.800) Vainqueur des barrages d'Autriche en 2022-2023 - Hibernian FC (7.280) 5e d'Écosse en 2022-2023 - FK Vojvodina Novi Sad (6.475) 5e de Serbie en 2022-2023 - Vorskla Poltava (6.000) 5e d'Ukraine en 2022-2023 - Club Bruges (54.000) 4e de Belgique en 2022-2023 - KAA La Gantoise (37.500) 5e de Belgique en 2022-2023 - FC Lucerne (6.335) 4e de Suisse en 2022-2023 - FC Bâle (53.000) 5e de Suisse en 2022-2023 - PAOK Salonique (25.000) 4e de Grèce en 2022-2023 - Aris Salonique (7.000) 5e de Grèce en 2022-2023 - Viktoria Plzeň (22.000) 3e de Tchéquie en 2022-2023 - Bohemians 1905 (5.810) 4e de Tchéquie en 2022-2023 - FK Bodø/Glimt (20.000) 2e de Norvège en 2022 - Rosenborg BK (11.000) 3e de Norvège en 2022 - AGF Aarhus (5.565) 3e du Danemark en 2022-2023 - FC Midtjylland (25.500) Vainqueur des barrages du Danemark en 2022-2023 - NK Osijek (8.000) 3e de Croatie en 2022-2023 - HNK Rijeka (11.500) 4e de Croatie en 2022-2023 - Fenerbahçe SK (30.000) Vainqueur de la Coupe de Turquie 2022-2023 - Beşiktaş JK (14.000) 3e de Turquie en 2022-2023 - Adana Demirspor (6.420) 4e de Turquie en 2022-2023 - Omónia Nicosie (10.000) Vainqueur de la Coupe de Chypre 2022-2023 - APOEL Nicosie (14.500) 2e de Chypre en 2022-2023 - AEK Larnaca (10.000) 3e de Chypre en 2022-2023 - Beitar Jérusalem (5.000) Vainqueur de la Coupe d'Israël 2022-2023 - Hapoël Beer-Sheva (17.000) 2e d'Israël en 2022-2023 - Maccabi Tel-Aviv (24.000) 3e d'Israël en 2022-2023 - Djurgårdens IF (16.500) 2e de Suède en 2022 - Hammarby IF (4.750) 3e de Suède en 2022 - Kalmar FF (4.750) 4e de Suède en 2022 - CSKA Sofia (13.000) 2e de Bulgarie en 2022-2023 - CSKA 1948 Sofia (4.000) 3e de Bulgarie en 2022-2023 - Levski Sofia (4.500) Vainqueur des barrages de Bulgarie en 2022-2023 - Sepsi Sfântu Gheorghe (4.100) Vainqueur de la Coupe de Roumanie 2022-2023 - FCSB (11.000) 2e de Roumanie en 2022-2023 - CFR Cluj (27.500) Vainqueur des barrages de Roumanie en 2022-2023 - FK Qabala (4.000) Vainqueur de la Coupe d'Azerbaïdjan 2022-2023 - Sabah FC (3.325) 2e d'Azerbaïdjan en 2022-2023 - Neftchi Bakou (9.000) 3e d'Azerbaïdjan en 2022-2023 - Zalaegerszegi TE (4.125) Vainqueur de la Coupe de Hongrie 2022-2023 - Kecskeméti TE (4.125) 2e de Hongrie en 2022-2023 - Debreceni VSC (4.125) 3e de Hongrie en 2022-2023 - Legia Varsovie (11.000) Vainqueur de la Coupe de Pologne 2022-2023 - Lech Poznań (19.000) 3e de Pologne en 2022-2023 - Pogoń Szczecin (4.150) 4e de Pologne en 2022-2023 - FK Ordabasy (2.525) Vainqueur de la Coupe du Kazakhstan 2022 - FK Aktobe (2.525) 2e du Kazakhstan en 2022 - Spartak Trnava (10.500) Vainqueur de la Coupe de Slovaquie 2022-2023 - NK Celje (2.500) 2e de Slovénie en 2022-2023, - Torpedo Jodzina (1.975) Vainqueur de la Coupe de Biélorussie 2022-2023 - CS Petrocub Hîncești (6.500) 2e de Moldavie en 2022-2023, - Kauno Žalgiris (4.500) 2e de Lituanie en 2022, - FK Borac Banja Luka (4.000) 2e de Bosnie-Herzégovine en 2022-2023, - KuPS (9.500) Vainqueur de la Coupe de Finlande 2022 - FC Differdange 03 (2.000) Vainqueur de la Coupe du Luxembourg 2022-2023 - FK Auda (2.125) Vainqueur de la Coupe de Lettonie 2022 - KF Drita (6.500) 2e du Kosovo en 2022-2023, | Voie principale - Vitória Guimarães (11.243) 6e du Portugal en 2022-2023 - FC Twente (11.980) Vainqueur des barrages des Pays-Bas en 2022-2023 - Austria Vienne (6.800) Vainqueur des barrages d'Autriche en 2022-2023 - Hibernian FC (7.280) 5e d'Écosse en 2022-2023 - FK Vojvodina Novi Sad (6.475) 5e de Serbie en 2022-2023 - Vorskla Poltava (6.000) 5e d'Ukraine en 2022-2023 - Club Bruges (54.000) 4e de Belgique en 2022-2023 - KAA La Gantoise (37.500) 5e de Belgique en 2022-2023 - FC Lucerne (6.335) 4e de Suisse en 2022-2023 - FC Bâle (53.000) 5e de Suisse en 2022-2023 - PAOK Salonique (25.000) 4e de Grèce en 2022-2023 - Aris Salonique (7.000) 5e de Grèce en 2022-2023 - Viktoria Plzeň (22.000) 3e de Tchéquie en 2022-2023 - Bohemians 1905 (5.810) 4e de Tchéquie en 2022-2023 - FK Bodø/Glimt (20.000) 2e de Norvège en 2022 - Rosenborg BK (11.000) 3e de Norvège en 2022 - AGF Aarhus (5.565) 3e du Danemark en 2022-2023 - FC Midtjylland (25.500) Vainqueur des barrages du Danemark en 2022-2023 - NK Osijek (8.000) 3e de Croatie en 2022-2023 - HNK Rijeka (11.500) 4e de Croatie en 2022-2023 - Fenerbahçe SK (30.000) Vainqueur de la Coupe de Turquie 2022-2023 - Beşiktaş JK (14.000) 3e de Turquie en 2022-2023 - Adana Demirspor (6.420) 4e de Turquie en 2022-2023 - Omónia Nicosie (10.000) Vainqueur de la Coupe de Chypre 2022-2023 - APOEL Nicosie (14.500) 2e de Chypre en 2022-2023 - AEK Larnaca (10.000) 3e de Chypre en 2022-2023 - Beitar Jérusalem (5.000) Vainqueur de la Coupe d'Israël 2022-2023 - Hapoël Beer-Sheva (17.000) 2e d'Israël en 2022-2023 - Maccabi Tel-Aviv (24.000) 3e d'Israël en 2022-2023 - Djurgårdens IF (16.500) 2e de Suède en 2022 - Hammarby IF (4.750) 3e de Suède en 2022 - Kalmar FF (4.750) 4e de Suède en 2022 - CSKA Sofia (13.000) 2e de Bulgarie en 2022-2023 - CSKA 1948 Sofia (4.000) 3e de Bulgarie en 2022-2023 - Levski Sofia (4.500) Vainqueur des barrages de Bulgarie en 2022-2023 - Sepsi Sfântu Gheorghe (4.100) Vainqueur de la Coupe de Roumanie 2022-2023 - FCSB (11.000) 2e de Roumanie en 2022-2023 - CFR Cluj (27.500) Vainqueur des barrages de Roumanie en 2022-2023 - FK Qabala (4.000) Vainqueur de la Coupe d'Azerbaïdjan 2022-2023 - Sabah FC (3.325) 2e d'Azerbaïdjan en 2022-2023 - Neftchi Bakou (9.000) 3e d'Azerbaïdjan en 2022-2023 - Zalaegerszegi TE (4.125) Vainqueur de la Coupe de Hongrie 2022-2023 - Kecskeméti TE (4.125) 2e de Hongrie en 2022-2023 - Debreceni VSC (4.125) 3e de Hongrie en 2022-2023 - Legia Varsovie (11.000) Vainqueur de la Coupe de Pologne 2022-2023 - Lech Poznań (19.000) 3e de Pologne en 2022-2023 - Pogoń Szczecin (4.150) 4e de Pologne en 2022-2023 - FK Ordabasy (2.525) Vainqueur de la Coupe du Kazakhstan 2022 - FK Aktobe (2.525) 2e du Kazakhstan en 2022 - Spartak Trnava (10.500) Vainqueur de la Coupe de Slovaquie 2022-2023 - NK Celje (2.500) 2e de Slovénie en 2022-2023, - Torpedo Jodzina (1.975) Vainqueur de la Coupe de Biélorussie 2022-2023 - CS Petrocub Hîncești (6.500) 2e de Moldavie en 2022-2023, - Kauno Žalgiris (4.500) 2e de Lituanie en 2022, - FK Borac Banja Luka (4.000) 2e de Bosnie-Herzégovine en 2022-2023, - KuPS (9.500) Vainqueur de la Coupe de Finlande 2022 - FC Differdange 03 (2.000) Vainqueur de la Coupe du Luxembourg 2022-2023 - FK Auda (2.125) Vainqueur de la Coupe de Lettonie 2022 - KF Drita (6.500) 2e du Kosovo en 2022-2023, | Voie principale - Vitória Guimarães (11.243) 6e du Portugal en 2022-2023 - FC Twente (11.980) Vainqueur des barrages des Pays-Bas en 2022-2023 - Austria Vienne (6.800) Vainqueur des barrages d'Autriche en 2022-2023 - Hibernian FC (7.280) 5e d'Écosse en 2022-2023 - FK Vojvodina Novi Sad (6.475) 5e de Serbie en 2022-2023 - Vorskla Poltava (6.000) 5e d'Ukraine en 2022-2023 - Club Bruges (54.000) 4e de Belgique en 2022-2023 - KAA La Gantoise (37.500) 5e de Belgique en 2022-2023 - FC Lucerne (6.335) 4e de Suisse en 2022-2023 - FC Bâle (53.000) 5e de Suisse en 2022-2023 - PAOK Salonique (25.000) 4e de Grèce en 2022-2023 - Aris Salonique (7.000) 5e de Grèce en 2022-2023 - Viktoria Plzeň (22.000) 3e de Tchéquie en 2022-2023 - Bohemians 1905 (5.810) 4e de Tchéquie en 2022-2023 - FK Bodø/Glimt (20.000) 2e de Norvège en 2022 - Rosenborg BK (11.000) 3e de Norvège en 2022 - AGF Aarhus (5.565) 3e du Danemark en 2022-2023 - FC Midtjylland (25.500) Vainqueur des barrages du Danemark en 2022-2023 - NK Osijek (8.000) 3e de Croatie en 2022-2023 - HNK Rijeka (11.500) 4e de Croatie en 2022-2023 - Fenerbahçe SK (30.000) Vainqueur de la Coupe de Turquie 2022-2023 - Beşiktaş JK (14.000) 3e de Turquie en 2022-2023 - Adana Demirspor (6.420) 4e de Turquie en 2022-2023 - Omónia Nicosie (10.000) Vainqueur de la Coupe de Chypre 2022-2023 - APOEL Nicosie (14.500) 2e de Chypre en 2022-2023 - AEK Larnaca (10.000) 3e de Chypre en 2022-2023 - Beitar Jérusalem (5.000) Vainqueur de la Coupe d'Israël 2022-2023 - Hapoël Beer-Sheva (17.000) 2e d'Israël en 2022-2023 - Maccabi Tel-Aviv (24.000) 3e d'Israël en 2022-2023 - Djurgårdens IF (16.500) 2e de Suède en 2022 - Hammarby IF (4.750) 3e de Suède en 2022 - Kalmar FF (4.750) 4e de Suède en 2022 - CSKA Sofia (13.000) 2e de Bulgarie en 2022-2023 - CSKA 1948 Sofia (4.000) 3e de Bulgarie en 2022-2023 - Levski Sofia (4.500) Vainqueur des barrages de Bulgarie en 2022-2023 - Sepsi Sfântu Gheorghe (4.100) Vainqueur de la Coupe de Roumanie 2022-2023 - FCSB (11.000) 2e de Roumanie en 2022-2023 - CFR Cluj (27.500) Vainqueur des barrages de Roumanie en 2022-2023 - FK Qabala (4.000) Vainqueur de la Coupe d'Azerbaïdjan 2022-2023 - Sabah FC (3.325) 2e d'Azerbaïdjan en 2022-2023 - Neftchi Bakou (9.000) 3e d'Azerbaïdjan en 2022-2023 - Zalaegerszegi TE (4.125) Vainqueur de la Coupe de Hongrie 2022-2023 - Kecskeméti TE (4.125) 2e de Hongrie en 2022-2023 - Debreceni VSC (4.125) 3e de Hongrie en 2022-2023 - Legia Varsovie (11.000) Vainqueur de la Coupe de Pologne 2022-2023 - Lech Poznań (19.000) 3e de Pologne en 2022-2023 - Pogoń Szczecin (4.150) 4e de Pologne en 2022-2023 - FK Ordabasy (2.525) Vainqueur de la Coupe du Kazakhstan 2022 - FK Aktobe (2.525) 2e du Kazakhstan en 2022 - Spartak Trnava (10.500) Vainqueur de la Coupe de Slovaquie 2022-2023 - NK Celje (2.500) 2e de Slovénie en 2022-2023, - Torpedo Jodzina (1.975) Vainqueur de la Coupe de Biélorussie 2022-2023 - CS Petrocub Hîncești (6.500) 2e de Moldavie en 2022-2023, - Kauno Žalgiris (4.500) 2e de Lituanie en 2022, - FK Borac Banja Luka (4.000) 2e de Bosnie-Herzégovine en 2022-2023, - KuPS (9.500) Vainqueur de la Coupe de Finlande 2022 - FC Differdange 03 (2.000) Vainqueur de la Coupe du Luxembourg 2022-2023 - FK Auda (2.125) Vainqueur de la Coupe de Lettonie 2022 - KF Drita (6.500) 2e du Kosovo en 2022-2023, |
| Premier tour de qualification (Voie principale uniquement) | | | | | | | | | | | | | | | |
| | | | | | | | | - Tobol Kostanaï (6.500) 3e du Kazakhstan en 2022 - DAC Dunajská Streda (8.500) 2e de Slovaquie en 2022-2023 - MŠK Žilina (3.950) Vainqueur des barrages de Slovaquie en 2022-2023 - NK Maribor (9.500) 3e de Slovénie en 2022-2023 - NK Domžale (5.000) 4e de Slovénie en 2022-2023 - Dinamo Minsk (5.500) 4e de Biélorussie en 2022 - Nioman Hrodna (1.975) 9e de Biélorussie en 2022 - FC Zimbru Chișinău (2.450) 3e de Moldavie en 2022-2023 - FC Milsami Orhei (5.000) 4e de Moldavie en 2022-2023 - FK Panevėžys (2.500) 3e de Lituanie en 2022 - FC Hegelmann (2.000) 4e de Lituanie en 2022 - Željezničar Sarajevo (2.500) 3e de Bosnie-Herzégovine en 2022-2023 - FK Sarajevo (7.000) 4e de Bosnie-Herzégovine en 2022-2023 - FC Honka (2.500) 3e de Finlande en 2022 - FC Haka (2.050) Vainqueur des barrages de Finlande en 2022 - Progrès Niederkorn (5.000) 2e du Luxembourg en 2022-2023 - F91 Dudelange (10.000) 3e du Luxembourg en 2022-2023 - Riga FC (10.000) 2e de Lettonie en 2022 - FK RFS (6.500) 3e de Lettonie en 2022 - KF Gjilan (2.208) 3e du Kosovo en 2022-2023 - KF Dukagjini (2.208) 4e du Kosovo en 2022-2023 - Derry City (3.000) Vainqueur de la Coupe d'Irlande 2022 - Dundalk FC (8.500) 3e d'Irlande en 2022 - St. Patrick's Athletic FC (3.000) 4e d'Irlande en 2022 - FC Pyunik (8.000) 2e d'Arménie en 2022-2023 - FC Ararat-Armenia (6.500) 3e d'Arménie en 2022-2023 - Alashkert FC (8.000) 4e d'Arménie en 2022-2023 - Crusaders FC (4.500) Vainqueur de la Coupe d'Irlande du Nord 2022-2023 - Linfield FC (8.500) 2e d'Irlande du Nord en 2022-2023 - Glentoran FC (2.000) Vainqueur des barrages d'Irlande du Nord en 2022-2023 - KF Egnatia Rrogozhinë (1.250) Vainqueur de la Coupe d'Albanie 2022-2023 - KF Tirana (4.000) 2e d'Albanie en 2022-2023 - KF Vllaznia Shkodër (3.000) 4e d'Albanie en 2022-2023 - Víkingur Gøta (3.000) Vainqueur de la Coupe des îles Féroé 2022 - HB Tórshavn (5.000) 3e des îles Féroé en 2022 - B36 Tórshavn (6.500) 4e des îles Féroé en 2022 - FC Narva Trans (2.000) Vainqueur de la Coupe d'Estonie 2022-2023 - Levadia Tallinn (6.000) 2e d'Estonie en 2022 - Paide Linnameeskond (4.000) 3e d'Estonie en 2022 - Birkirkara FC (2.000) Vainqueur de la Coupe de Malte 2022-2023 - Gzira United (6.000) 3e de Malte en 2022-2023 - Balzan FC (2.500) Vainqueur des barrages de Malte en 2022-2023 - Torpedo Koutaïssi (3.500) Vainqueur de la Coupe de Géorgie 2022 - Dinamo Batoumi (4.500) 2e de Géorgie en 2022 - Dila Gori (2.000) 3e de Géorgie en 2022 - FK Makedonija GP Skopje (2.500) Vainqueur de la Coupe de Macédoine du Nord 2022-2023 - KF Shkupi (7.000) 2e de Macédoine du Nord en 2022-2023 - FK Shkëndija (9.500) 3e de Macédoine du Nord en 2022-2023 - FC Vaduz (8.500) Vainqueur de la Coupe du Liechtenstein 2022-2023 - Connah's Quay Nomads (5.500) 2e du pays de Galles en 2022-2023 - Pen-y-bont FC (1.233) 3e du pays de Galles en 2022-2023 - Haverfordwest County (1.233) Vainqueur des barrages du pays de Galles en 2022-2023 - Bruno's Magpies (1.158) Vainqueur de la Coupe de Gibraltar 2022-2023 - Europa FC (5.000) 2e de Gibraltar en 2022-2023 - Víkingur Reykjavík (3.000) Vainqueur de la Coupe d'Islande 2022 - KA Akureyri (1.450) 2e d'Islande en 2022 - Sutjeska Nikšić (7.500) Vainqueur de la Coupe du Monténégro 2022-2023 - Arsenal Tivat (0.950) 3e du Monténégro en 2022-2023 - Inter Club d'Escaldes (4.500) Vainqueur de la Coupe d'Andorre 2022-2023 - FC Santa Coloma (5.000) 3e d'Andorre en 2022-2023 - SS Cosmos (0.399) 2e de Saint-Marin en 2022-2023 - SP La Fiorita (5.000) 3e de Saint-Marin en 2022-2023 | | | | | | | |

## Calendrier
| Nom                                                                                           | Tirage au sort          | Date aller                        | Date retour                        | Équipes participantes         |
| --------------------------------------------------------------------------------------------- | ----------------------- | --------------------------------- | ---------------------------------- | ----------------------------- |
| Tours de qualification (2023)                                                                 |                         |                                   |                                    |                               |
| Premier tour de qualification                                                                 | 20 juin à Nyon          | 13 juillet                        | 20 juillet                         | 62                            |
| Deuxième tour de qualification                                                                | 21 juin à Nyon          | 27 juillet                        | 3 août                             | 106 (59 + 31 + 16)            |
| Troisième tour de qualification                                                               | 24 juillet à Nyon       | 10 août                           | 17 août                            | 64 (9 + 53 + 2)               |
| Barrages                                                                                      | 7 août à Nyon           | 24 août                           | 31 août                            | 44 (5 + 32 + 7)               |
| Phase de groupes (2023)                                                                       |                         |                                   |                                    |                               |
| Journées 1 et 6 Journées 2 et 5 Journées 3 et 4                                               | 1er septembre à Monaco  | 21 septembre 5 octobre 26 octobre | 14 décembre 30 novembre 9 novembre | 32 (22 + 10)                  |
| Phase finale (2024)                                                                           |                         |                                   |                                    |                               |
| Barrages de la phase à élimination directe                                                    | 18 décembre 2023 à Nyon | 15 février                        | 22 février                         | 16 (8 deuxièmes + 8 reversés) |
| Huitièmes de finale                                                                           | 23 février à Nyon       | 7 mars                            | 14 mars                            | 16 (8 premiers + 8)           |
| Quarts de finale                                                                              | 15 mars à Nyon          | 11 avril                          | 18 avril                           | 8                             |
| Demi-finale                                                                                   | 15 mars à Nyon          | 2 mai                             | 9 mai                              | 4                             |
| Finale                                                                                        | 29 mai 2024             | 29 mai 2024                       | 29 mai 2024                        | 2                             |
| en italique : clubs repêchés de la Ligue des champions et de la Ligue Europa lors de ce tour. |                         |                                   |                                    |                               |

## Phase qualificative
Pour les tirages au sort de la phase qualificative, les clubs d'une même association ne peuvent pas se rencontrer.

### Premier tour de qualification
Ce tour ne concerne des équipes des associations classées entre la 29e et la 55e place au classement UEFA, pour un total de soixante-deux équipes. Les 31 vainqueurs de ce tour se qualifient pour le deuxième tour de qualification.
| Équipe                  | Aller | Total               | Retour   | Équipe                    |
| ----------------------- | ----- | ------------------- | -------- | ------------------------- |
| Sutjeska Nikšić         | 1 - 0 | 2 - 1               | 1 - 1    | SS Cosmos                 |
| NK Domžale              | 1 - 4 | 4 - 5               | 3 - 1 ap | Balzan FC                 |
| FC Vaduz                | 1 - 2 | 2 - 3               | 1 - 1    | Nioman Hrodna             |
| FC Ararat-Armenia       | 1 - 1 | 5 - 5 (4 - 2 tab)   | 4 - 4 ap | KF Egnatia Rrogozhinë     |
| Torpedo Koutaïssi       | 2 - 2 | 3 - 3 (4 - 2 tab)   | 1 - 1    | FK Sarajevo               |
| Alashkert FC            | 1 - 1 | 7 - 2               | 6 - 1    | Arsenal Tivat             |
| Željezničar Sarajevo    | 2 - 2 | 4 - 3               | 2 - 1    | Dinamo Minsk              |
| SP La Fiorita           | 1 - 1 | 1 - 2               | 0 - 1    | FC Zimbru Chișinău        |
| NK Maribor              | 1 - 1 | 3 - 1               | 2 - 1    | Birkirkara FC             |
| KF Tirana               | 1 - 1 | 3 - 2               | 2 - 1    | Dinamo Batoumi            |
| Bruno's Magpies         | 0 - 0 | 1 - 3               | 1 - 3    | Dundalk FC                |
| Inter Club d'Escaldes   | 2 - 1 | 3 - 2               | 1 - 1    | Víkingur Gøta             |
| Progrès Niederkorn      | 2 - 2 | 4 - 2               | 2 - 0    | KF Gjilan                 |
| Linfield FC             | 3 - 1 | 3 - 2               | 0 - 1    | KF Vllaznia Shkodër       |
| KA Akureyri             | 2 - 0 | 4 - 0               | 2 - 0    | Connah's Quay Nomads      |
| FK Shkëndija            | 1 - 0 | 1 - 1 (2 - 3 tab)   | 0 - 1    | Haverfordwest County      |
| FC Haka                 | 2 - 2 | 2 - 3               | 0 - 1    | Crusaders FC              |
| HB Tórshavn             | 0 - 0 | 0 - 1               | 0 - 1    | Derry City                |
| Riga FC                 | 2 - 0 | 2 - 1               | 0 - 1    | Víkingur Reykjavík        |
| MŠK Žilina              | 2 - 1 | 4 - 2               | 2 - 1    | Levadia Tallinn           |
| FC Pyunik               | 2 - 0 | 5 - 0               | 3 - 0    | FC Narva Trans            |
| FK Panevėžys            | 2 - 2 | 3 - 2               | 1 - 0    | FC Milsami Orhei          |
| Tobol Kostanaï          | 2 - 1 | 2 - 1               | 0 - 0    | FC Honka                  |
| DAC Dunajská Streda     | 2 - 1 | 2 - 3               | 0 - 2    | Dila Gori                 |
| FK Makedonija GP Skopje | 0 - 1 | 1 - 5               | 1 - 4    | FK RFS                    |
| KF Dukagjini            | 2 - 1 | 5 - 3               | 3 - 2    | Europa FC                 |
| Pen-y-bont FC           | 1 - 1 | 1 - 3               | 0 - 2 ap | FC Santa Coloma           |
| FC Hegelmann            | 0 - 5 | 0 - 5               | 0 - 0    | KF Shkupi                 |
| F91 Dudelange           | 2 - 1 | 5 - 3               | 3 - 2    | St. Patrick's Athletic FC |
| B36 Tórshavn            | 0 - 0 | 2 - 0               | 2 - 0 ap | Paide Linnameeskond       |
| Gzira United            | 2 - 2 | 3 - 3 (14 - 13 tab) | 1 - 1    | Glentoran FC              |

### Deuxième tour de qualification
La phase qualificative se divise à ce moment-là en deux voies distinctes : la voie des Champions, réservée aux champions nationaux, et la voie principale. Les participants à la première voie sont les seize champions perdants du tour préliminaire et du premier tour de qualification de la Ligue des champions. Quant à la voie principale, elle se compose de 59 équipes provenant des associations classées entre la 6e et la 39e place au classement UEFA, auxquels s'ajoutent les 31 vainqueurs du premier tour. Les deux voies forment un total de 106 équipes. Les vainqueurs de ce tour se qualifient pour le troisième tour de qualification.
| Équipe                  | Aller           | Total             | Retour          | Équipe                |
| Voie principale         | Voie principale | Voie principale   | Voie principale | Voie principale       |
| ----------------------- | --------------- | ----------------- | --------------- | --------------------- |
| KF Dukagjini            | 0 - 1           | 1 - 7             | 1 - 6           | HNK Rijeka            |
| Gzira United            | 2 - 0           | 3 - 2             | 1 - 2           | F91 Dudelange         |
| Djurgårdens IF          | 1 - 2           | 2 - 3             | 1 - 1           | FC Lucerne            |
| NK Celje                | 3 - 4           | 4 - 4 (4 - 2 tab) | 1 - 0 ap        | Vitória Guimarães     |
| Sutjeska Nikšić         | 2 - 0           | 2 - 3             | 0 - 3 ap        | FC Santa Coloma       |
| Hapoël Beer-Sheva       | 1 - 0           | 2 - 1             | 1 - 1           | FK Panevėžys          |
| Vorskla Poltava         | 2 - 1           | 3 - 4             | 1 - 3           | Dila Gori             |
| CFR Cluj                | 1 - 1           | 2 - 3             | 1 - 2           | Adana Demirspor       |
| FK Ordabasy             | 2 - 2           | 4 - 5             | 2 - 3           | Legia Varsovie        |
| FK RFS                  | 0 - 2           | 1 - 4             | 1 - 2           | Sabah FC              |
| Beşiktaş JK             | 3 - 1           | 5 - 1             | 2 - 0           | KF Tirana             |
| Željezničar Sarajevo    | 2 - 2           | 2 - 4             | 0 - 2           | Neftchi Bakou         |
| APOEL Nicosie           | 2 - 1           | 4 - 2             | 2 - 1           | FK Vojvodina Novi Sad |
| CSKA 1948 Sofia         | 0 - 1           | 2 - 4             | 2 - 3           | FCSB                  |
| Alashkert FC            | 0 - 1           | 2 - 2 (1 - 3 tab) | 2 - 1 ap        | Debreceni VSC         |
| Lech Poznań             | 3 - 1           | 5 - 1             | 2 - 0           | Kauno Žalgiris        |
| Kalmar FF               | 1 - 2           | 2 - 4             | 1 - 2           | FC Pyunik             |
| FK Bodø/Glimt           | 3 - 0           | 7 - 2             | 4 - 2           | Bohemians 1905        |
| FK Auda                 | 1 - 1           | 2 - 5             | 1 - 4           | Spartak Trnava        |
| NK Osijek               | 1 - 0           | 3 - 1             | 2 - 1           | Zalaegerszegi TE      |
| FC Twente               | 1 - 0           | 2 - 1             | 1 - 1 ap        | Hammarby IF           |
| KA Akureyri             | 3 - 1           | 5 - 3             | 2 - 2           | Dundalk FC            |
| Club Bruges             | 3 - 0           | 3 - 1             | 0 - 1           | AGF Aarhus            |
| Crusaders FC            | 2 - 2           | 4 - 5             | 2 - 3 ap        | Rosenborg BK          |
| Inter Club d'Escaldes   | 2 - 1           | 3 - 7             | 1 - 6           | Hibernian FC          |
| Viktoria Plzeň          | 0 - 0           | 2 - 1             | 2 - 1           | KF Drita              |
| B36 Tórshavn            | 2 - 1           | 3 - 2             | 1 - 1 ap        | Haverfordwest County  |
| FC Bâle                 | 1 - 3           | 3 - 4             | 2 - 1           | Tobol Kostanaï        |
| FC Differdange 03       | 1 - 1           | 4 - 5             | 3 - 4 ap        | NK Maribor            |
| Austria Vienne          | 1 - 0           | 3 - 1             | 2 - 1           | FK Borac Banja Luka   |
| CSKA Sofia              | 0 - 2           | 0 - 6             | 0 - 4           | Sepsi Sfântu Gheorghe |
| FC Ararat-Armenia       | 1 - 1           | 1 - 2             | 0 - 1           | Aris Salonique        |
| Maccabi Tel-Aviv        | 3 - 0           | 5 - 0             | 2 - 0           | CS Petrocub Hîncești  |
| Torpedo Jodzina         | 2 - 3           | 3 - 4             | 1 - 1           | AEK Larnaca           |
| Torpedo Koutaïssi       | 1 - 4           | 3 - 5             | 2 - 1           | FK Aktobe             |
| FC Midtjylland          | 2 - 0           | 3 - 2             | 1 - 2 ap        | Progrès Niederkorn    |
| Derry City              | 2 - 1           | 5 - 4             | 3 - 3           | KuPS                  |
| KAA La Gantoise         | 5 - 1           | 10 - 3            | 5 - 2           | MŠK Žilina            |
| Kecskeméti TE           | 2 - 1           | 3 - 4             | 1 - 3 ap        | Riga FC               |
| Linfield FC             | 2 - 5           | 4 - 8             | 2 - 3           | Pogoń Szczecin        |
| PAOK Salonique          | 0 - 0           | 4 - 1             | 4 - 1           | Beitar Jérusalem      |
| Nioman Hrodna           | 2 - 0           | 2 - 0             | 0 - 0           | Balzan FC             |
| Fenerbahçe SK           | 5 - 0           | 9 - 0             | 4 - 0           | FC Zimbru Chișinău    |
| FK Qabala               | 2 - 3           | 3 - 7             | 1 - 4           | Omónia Nicosie        |
| KF Shkupi               | 0 - 2           | 0 - 3             | 0 - 1           | Levski Sofia          |
| Voie des champions      |                 |                   |                 |                       |
| SP Tre Penne            | 0 - 3           | 0 - 10            | 0 - 7           | Valmiera FC           |
| Ferencváros TC          | 4 - 0           | 6 - 0             | 2 - 0           | Shamrock Rovers       |
| The New Saints          | 1 - 1           | 3 - 4             | 2 - 3           | Swift Hesperange      |
| Atlètic Club d'Escaldes | 0 - 1           | 1 - 5             | 1 - 4           | FK Partizani Tirana   |
| Hamrun Spartans         | 2 - 1           | 3 - 1             | 1 - 0           | Dinamo Tbilissi       |
| FC Farul Constanţa      | 3 - 2           | 6 - 4             | 3 - 2           | FC Urartu             |
| FC Struga               | 1 - 0           | 5 - 3             | 4 - 3           | Budućnost Podgorica   |
| KF Ballkani             | 3 - 0           | 7 - 1             | 4 - 1           | Larne FC              |

### Troisième tour de qualification
Le tirage au sort a la particularité de ne pas avoir de têtes de série pour la voie des Champions, qui voit s'affronter les huit vainqueurs de la voie des Champions du deuxième tour de qualification ainsi que les 2 perdants tirés au sort du 1er tour de qualification de la Ligue des champions. La voie principale voit l'entrée de 9 équipes provenant des associations classées entre la 6e et la 19e place au classement UEFA, auxquels s'ajoutent les 45 vainqueurs de la voie principale du deuxième tour. Les vainqueurs de ce tour se qualifient pour les barrages.
| Équipe                | Aller           | Total             | Retour          | Équipe              |
| Voie principale       | Voie principale | Voie principale   | Voie principale | Voie principale     |
| --------------------- | --------------- | ----------------- | --------------- | ------------------- |
| AEK Larnaca           | 1 - 1           | 1 - 2             | 0 - 1           | Maccabi Tel-Aviv    |
| Sabah FC              | 2 - 0           | 2 - 2 (4 - 5 tab) | 0 - 2 ap        | Partizan Belgrade   |
| Sepsi Sfântu Gheorghe | 1 - 1           | 2 - 1             | 1 - 0           | FK Aktobe           |
| Rapid Vienne          | 0 - 0           | 5 - 0             | 5 - 0           | Debreceni VSC       |
| Hajduk Split          | 0 - 0           | 0 - 3             | 0 - 3           | PAOK Salonique      |
| FC Santa Coloma       | 0 - 1           | 0 - 3             | 0 - 2           | AZ Alkmaar          |
| NK Celje              | 1 - 0           | 5 - 1             | 4 - 1           | Nioman Hrodna       |
| Neftchi Bakou         | 1 - 3           | 2 - 5             | 1 - 2           | Beşiktaş JK         |
| Omónia Nicosie        | 1 - 0           | 2 - 5             | 1 - 5           | FC Midtjylland      |
| Aris Salonique        | 1 - 0           | 2 - 2 (5 - 6 tab) | 1 - 2 ap        | Dynamo Kiev         |
| Legia Varsovie        | 1 - 2           | 6 - 5             | 5 - 3           | Austria Vienne      |
| Hapoël Beer-Sheva     | 0 - 0           | 1 - 2             | 1 - 2           | Levski Sofia        |
| Hibernian FC          | 3 - 1           | 5 - 3             | 2 - 2           | FC Lucerne          |
| Viktoria Plzeň        | 4 - 0           | 6 - 0             | 2 - 0           | Gzira United        |
| FC Arouca             | 2 - 1           | 3 - 4             | 1 - 3           | SK Brann            |
| KAA La Gantoise       | 5 - 0           | 6 - 2             | 1 - 2           | Pogoń Szczecin      |
| Adana Demirspor       | 5 - 1           | 7 - 4             | 2 - 3           | NK Osijek           |
| B36 Tórshavn          | 1 - 3           | 1 - 5             | 0 - 2           | HNK Rijeka          |
| FC Twente             | 2 - 0           | 5 - 0             | 3 - 0           | Riga FC             |
| Rosenborg BK          | 2 - 1           | 3 - 4             | 1 - 3           | Heart of Midlothian |
| Fenerbahçe SK         | 3 - 1           | 6 - 1             | 3 - 0           | NK Maribor          |
| Club Bruges           | 5 - 1           | 10 - 2            | 5 - 1           | KA Akureyri         |
| Dila Gori             | 0 - 2           | 0 - 3             | 0 - 1           | APOEL Nicosie       |
| Lech Poznań           | 2 - 1           | 3 - 4             | 1 - 3           | Spartak Trnava      |
| FCSB                  | 0 - 0           | 0 - 2             | 0 - 2           | FC Nordsjælland     |
| Tobol Kostanaï        | 1 - 0           | 1 - 1 (6 - 5 tab) | 0 - 1 ap        | Derry City          |
| FK Bodø/Glimt         | 3 - 0           | 6 - 0             | 3 - 0           | FC Pyunik           |
| Voie des champions    |                 |                   |                 |                     |
| Hamrun Spartans       | 1 - 6           | 2 - 8             | 1 - 2           | Ferencváros TC      |
| FC Farul Constanţa    | 3 - 0           | 5 - 0             | 2 - 0           | Flora Tallinn       |
| Valmiera FC           | 1 - 2           | 1 - 3             | 0 - 1           | FK Partizani Tirana |
| KF Ballkani           | 2 - 0           | 5 - 1             | 3 - 1           | Lincoln Red Imps    |
| FC Struga             | 3 - 1           | 4 - 3             | 1 - 2           | Swift Hesperange    |

### Barrages
La voie des Champions voit s'affronter les cinq vainqueurs de la voie des Champions du troisième tour de qualification ainsi que les cinq perdants de la voie des Champions du troisième tour de qualification de la Ligue Europa. La voie principale voit l'entrée de 5 équipes provenant des associations classées entre la 1re et la 5e place au classement UEFA, auxquels s'ajoutent les 27 vainqueurs de la voie principale du troisième tour et les 2 perdants du troisième tour de qualification de la Ligue Europa. Les vainqueurs de ce tour se qualifient pour la phase de groupes de la Ligue Europa Conférence.
| Équipe                | Aller           | Total             | Retour          | Équipe               |
| Voie principale       | Voie principale | Voie principale   | Voie principale | Voie principale      |
| --------------------- | --------------- | ----------------- | --------------- | -------------------- |
| Levski Sofia          | 1 - 1           | 1 - 3             | 0 - 2           | Eintracht Francfort  |
| KAA La Gantoise       | 2 - 0           | 4 - 1             | 2 - 1           | APOEL Nicosie        |
| Spartak Trnava        | 1 - 1           | 3 - 2             | 2 - 1           | SK Dnipro-1          |
| Sepsi Sfântu Gheorghe | 2 - 2           | 4 - 5             | 2 - 3 ap        | FK Bodø/Glimt        |
| Tobol Kostanaï        | 1 - 2           | 1 - 5             | 0 - 3           | Viktoria Plzeň       |
| Hibernian FC          | 0 - 5           | 0 - 8             | 0 - 3           | Aston Villa          |
| FC Midtjylland        | 3 - 3           | 4 - 4 (5 - 6 tab) | 1 - 1 ap        | Legia Varsovie       |
| LOSC Lille            | 2 - 1           | 3 - 2             | 1 - 1 ap        | HNK Rijeka           |
| KRC Genk              | 2 - 1           | 2 - 2 (5 - 4 tab) | 0 - 1 ap        | Adana Demirspor      |
| Fenerbahçe SK         | 5 - 1           | 6 - 1             | 1 - 0           | FC Twente            |
| Dynamo Kiev           | 2 - 3           | 2 - 4             | 0 - 1           | Beşiktaş JK          |
| AZ Alkmaar            | 1 - 1           | 4 - 4 (6 - 5 tab) | 3 - 3 ap        | SK Brann             |
| Rapid Vienne          | 1 - 0           | 1 - 2             | 0 - 2           | ACF Fiorentina       |
| Heart of Midlothian   | 1 - 2           | 1 - 6             | 0 - 4           | PAOK Salonique       |
| FC Nordsjælland       | 5 - 0           | 6 - 0             | 1 - 0           | Partizan Belgrade    |
| CA Osasuna            | 1 - 2           | 3 - 4             | 2 - 2           | Club Bruges          |
| Maccabi Tel-Aviv      | 4 - 1           | 5 - 2             | 1 - 1           | NK Celje             |
| Voie des champions    |                 |                   |                 |                      |
| KF Ballkani           | 4 - 1           | 4 - 2             | 0 - 1           | BATE Borisov         |
| FK Žalgiris Vilnius   | 0 - 4           | 0 - 7             | 0 - 3           | Ferencváros TC       |
| FC Struga             | 0 - 1           | 0 - 2             | 0 - 1           | Breiðablik Kópavogur |
| FC Farul Constanţa    | 2 - 1           | 2 - 3             | 0 - 2           | HJK Helsinki         |
| FK Astana             | 1 - 0           | 2 - 1             | 1 - 1           | FK Partizani Tirana  |

## Phase de groupes
Istanbul
Beşiktaş JK
Fenerbahçe SK

### Format et tirage au sort
Le tirage au sort de la phase de groupes a lieu le 1er septembre 2023 à Monaco. Les trente-deux équipes participantes (22 vainqueurs des barrages et 10 équipes éliminées des barrages de la Ligue Europa) sont divisées en quatre chapeaux de huit équipes réparties en fonction de leur coefficient UEFA en 2023,.
Celles-ci seront réparties en huit groupes de quatre équipes, avec comme restriction l'impossibilité pour deux équipes d'une même association de se rencontrer dans un groupe.
| Chapeau 1           | Chapeau 1 | Chapeau 2             | Chapeau 2 | Chapeau 3             | Chapeau 3 | Chapeau 4               | Chapeau 4 |
| ------------------- | --------- | --------------------- | --------- | --------------------- | --------- | ----------------------- | --------- |
| Eintracht Francfort | 77.000    | PAOK Salonique        | 25.000    | KRC Genk              | 18.000    | HŠK Zrinjski Mostar Ch  | 8.500     |
| Dinamo Zagreb Ch    | 55.000    | Slovan Bratislava Ch  | 24.500    | Zorya Louhansk        | 16.000    | Aberdeen FC             | 8.000     |
| Club Bruges         | 54.000    | Maccabi Tel-Aviv      | 24.000    | Beşiktaş JK           | 14.000    | KÍ Klaksvík Ch          | 8.000     |
| AZ Alkmaar          | 47.500    | Viktoria Plzeň        | 22.000    | FK Astana Ch          | 14.000    | FK Čukarički            | 6.475     |
| KAA La Gantoise     | 37.500    | Aston Villa           | 21.914    | HJK Helsinki Ch       | 11.000    | FC Lugano               | 6.335     |
| LOSC Lille          | 30.000    | Ludogorets Razgrad Ch | 21.000    | Legia Varsovie C      | 11.000    | Breiðablik Kópavogur Ch | 6.000     |
| Fenerbahçe SK C     | 30.000    | ACF Fiorentina        | 20.000    | Spartak Trnava C      | 10.500    | FC Nordsjælland         | 5.565     |
| Ferencváros TC Ch   | 27.000    | FK Bodø/Glimt         | 20.000    | Olimpija Ljubljana Ch | 9.000     | KF Ballkani Ch          | 3.000     |

C : Vainqueur de la coupe nationale
 Ch : Champion national
- Qualifié pour les huitièmes de finale
- Qualifié pour les barrages de la phase à élimination directe

### Matchs et classements
Légende des classements
- Qualifié pour les huitièmes de finale
- Qualifié pour les barrages de la phase à élimination directe

Légende des résultats
- Victoire à domicile
- Match nul
- Victoire à l'extérieur

#### Critères de départage
Selon l'article 16.01 du règlement de la compétition, en cas d’égalité de points de plusieurs équipes à l'issue des matches de groupe, les critères suivants sont appliqués dans l'ordre indiqué pour établir leur classement :
1. plus grand nombre de points obtenus dans les matches de groupe disputés entre les équipes concernées ;
2. meilleure différence de buts dans les matches du groupe disputés entre les équipes concernées;
3. plus grand nombre de buts marqués dans les matches du groupe disputés entre les équipes concernées;
4. si, après l’application des critères 1 à 3, plusieurs équipes sont toujours à égalité, les critères 1 à 3 sont à nouveau appliqués exclusivement aux matches entre les équipes concernées afin de déterminer leur classement final. Si cette procédure ne donne pas de résultat, les critères 5 à 11 s’appliquent;
5. meilleure différence de buts dans tous les matches du groupe;
6. plus grand nombre de buts marqués dans tous les matches du groupe;
7. plus grand nombre de buts marqués à l’extérieur dans tous les matches du groupe;
8. plus grand nombre de victoires dans tous les matches du groupe;
9. plus grand nombre de victoires à l'extérieur dans tous les matches du groupe;
10. total le plus faible de points disciplinaires sur la base uniquement des cartons jaunes et des cartons rouges reçus durant tous les matches du groupe (carton rouge = 3 points, carton jaune = 1 point, expulsion pour deux cartons jaunes au cours d'un match = 3 points);
11. meilleur coefficient de club.

#### Groupe A
| Rang | Équipe             | Pts | J | G | N | P | Bp | Bc | Diff |  | Résultats (▼ dom., ► ext.) |     |     |     |     |
| ---- | ------------------ | --- | - | - | - | - | -- | -- | ---- |  | -------------------------- | --- | --- | --- | --- |
| 1    | LOSC Lille         | 14  | 6 | 4 | 2 | 0 | 10 | 2  | +8   |  | LOSC Lille                 |     | 2-1 | 2-0 | 3-0 |
| 2    | Slovan Bratislava  | 10  | 6 | 3 | 1 | 2 | 8  | 7  | +1   |  | Slovan Bratislava          | 1-1 |     | 1-2 | 2-1 |
| 3    | Olimpija Ljubljana | 6   | 6 | 2 | 0 | 4 | 4  | 9  | -5   |  | Olimpija Ljubljana         | 0-2 | 0-1 |     | 2-0 |
| 4    | KÍ Klaksvík        | 4   | 6 | 1 | 1 | 4 | 5  | 9  | -4   |  | KÍ Klaksvík                | 0-0 | 1-2 | 3-0 |     |

#### Groupe B
| Rang | Équipe               | Pts | J | G | N | P | Bp | Bc | Diff |  | Résultats (▼ dom., ► ext.) |     |     |     |     |
| ---- | -------------------- | --- | - | - | - | - | -- | -- | ---- |  | -------------------------- | --- | --- | --- | --- |
| 1    | Maccabi Tel-Aviv     | 15  | 6 | 5 | 0 | 1 | 14 | 9  | +5   |  | Maccabi Tel-Aviv           |     | 3-1 | 3-2 | 3-2 |
| 2    | KAA La Gantoise      | 13  | 6 | 4 | 1 | 1 | 16 | 7  | +9   |  | KAA La Gantoise            | 2-0 |     | 4-1 | 5-0 |
| 3    | Zorya Louhansk       | 7   | 6 | 2 | 1 | 3 | 10 | 11 | -1   |  | Zorya Louhansk             | 1-3 | 1-1 |     | 4-0 |
| 4    | Breiðablik Kópavogur | 0   | 6 | 0 | 0 | 6 | 5  | 18 | -13  |  | Breiðablik Kópavogur       | 1-2 | 2-3 | 0-1 |     |

#### Groupe C
| Rang | Équipe         | Pts | J | G | N | P | Bp | Bc | Diff |  | Résultats (▼ dom., ► ext.) |     |     |     |     |
| ---- | -------------- | --- | - | - | - | - | -- | -- | ---- |  | -------------------------- | --- | --- | --- | --- |
| 1    | Viktoria Plzeň | 18  | 6 | 6 | 0 | 0 | 9  | 1  | +8   |  | Viktoria Plzeň             |     | 1-0 | 3-0 | 1-0 |
| 2    | Dinamo Zagreb  | 9   | 6 | 3 | 0 | 3 | 10 | 5  | +5   |  | Dinamo Zagreb              | 0-1 |     | 5-1 | 3-0 |
| 3    | FK Astana      | 4   | 6 | 1 | 1 | 4 | 4  | 13 | -9   |  | FK Astana                  | 1-2 | 0-2 |     | 0-0 |
| 4    | KF Ballkani    | 4   | 6 | 1 | 1 | 4 | 3  | 7  | -4   |  | KF Ballkani                | 0-1 | 2-0 | 1-2 |     |

#### Groupe D
| Rang | Équipe        | Pts | J | G | N | P | Bp | Bc | Diff |  | Résultats (▼ dom., ► ext.) |     |     |     |     |
| ---- | ------------- | --- | - | - | - | - | -- | -- | ---- |  | -------------------------- | --- | --- | --- | --- |
| 1    | Club Bruges   | 16  | 6 | 5 | 1 | 0 | 15 | 3  | +12  |  | Club Bruges                |     | 3-1 | 1-1 | 2-0 |
| 2    | FK Bodø/Glimt | 10  | 6 | 3 | 1 | 2 | 11 | 8  | +3   |  | FK Bodø/Glimt              | 0-1 |     | 3-1 | 5-2 |
| 3    | Beşiktaş JK   | 4   | 6 | 1 | 1 | 4 | 7  | 14 | -7   |  | Beşiktaş JK                | 0-5 | 1-2 |     | 2-3 |
| 4    | FC Lugano     | 4   | 6 | 1 | 1 | 4 | 6  | 14 | -8   |  | FC Lugano                  | 1-3 | 0-0 | 0-2 |     |

#### Groupe E
| Rang | Équipe              | Pts | J | G | N | P | Bp | Bc | Diff |  | Résultats (▼ dom., ► ext.) |     |     |     |     |
| ---- | ------------------- | --- | - | - | - | - | -- | -- | ---- |  | -------------------------- | --- | --- | --- | --- |
| 1    | Aston Villa         | 13  | 6 | 4 | 1 | 1 | 12 | 7  | +5   |  | Aston Villa                |     | 2-1 | 2-1 | 1-0 |
| 2    | Legia Varsovie      | 12  | 6 | 4 | 0 | 2 | 10 | 6  | +4   |  | Legia Varsovie             | 3-2 |     | 2-0 | 2-0 |
| 3    | AZ Alkmaar          | 6   | 6 | 2 | 0 | 4 | 7  | 12 | -5   |  | AZ Alkmaar                 | 1-4 | 1-0 |     | 1-0 |
| 4    | HŠK Zrinjski Mostar | 4   | 6 | 1 | 1 | 4 | 6  | 10 | -4   |  | HŠK Zrinjski Mostar        | 1-1 | 1-2 | 4-3 |     |

#### Groupe F
| Rang | Équipe         | Pts | J | G | N | P | Bp | Bc | Diff |  | Résultats (▼ dom., ► ext.) |     |     |     |     |
| ---- | -------------- | --- | - | - | - | - | -- | -- | ---- |  | -------------------------- | --- | --- | --- | --- |
| 1    | ACF Fiorentina | 12  | 6 | 3 | 3 | 0 | 14 | 6  | +8   |  | ACF Fiorentina             |     | 2-2 | 2-1 | 6-0 |
| 2    | Ferencváros TC | 10  | 6 | 2 | 4 | 0 | 9  | 6  | +3   |  | Ferencváros TC             | 1-1 |     | 1-1 | 3-1 |
| 3    | KRC Genk       | 9   | 6 | 2 | 3 | 1 | 8  | 5  | +3   |  | KRC Genk                   | 2-2 | 0-0 |     | 2-0 |
| 4    | FK Čukarički   | 0   | 6 | 0 | 0 | 6 | 2  | 16 | -14  |  | FK Čukarički               | 0-1 | 1-2 | 0-2 |     |

#### Groupe G
| Rang | Équipe              | Pts | J | G | N | P | Bp | Bc | Diff |  | Résultats (▼ dom., ► ext.) |     |     |     |     |
| ---- | ------------------- | --- | - | - | - | - | -- | -- | ---- |  | -------------------------- | --- | --- | --- | --- |
| 1    | PAOK Salonique      | 16  | 6 | 5 | 1 | 0 | 16 | 10 | +6   |  | PAOK Salonique             |     | 2-1 | 2-2 | 4-2 |
| 2    | Eintracht Francfort | 9   | 6 | 3 | 0 | 3 | 11 | 7  | +4   |  | Eintracht Francfort        | 1-2 |     | 2-1 | 6-0 |
| 3    | Aberdeen FC         | 6   | 6 | 1 | 3 | 2 | 10 | 10 | 0    |  | Aberdeen FC                | 2-3 | 2-0 |     | 1-1 |
| 4    | HJK Helsinki        | 2   | 6 | 0 | 2 | 4 | 7  | 17 | -10  |  | HJK Helsinki               | 2-3 | 0-1 | 2-2 |     |

#### Groupe H
| Rang | Équipe             | Pts | J | G | N | P | Bp | Bc | Diff |  | Résultats (▼ dom., ► ext.) |     |     |     |     |
| ---- | ------------------ | --- | - | - | - | - | -- | -- | ---- |  | -------------------------- | --- | --- | --- | --- |
| 1    | Fenerbahçe SK      | 12  | 6 | 4 | 0 | 2 | 13 | 11 | +2   |  | Fenerbahçe SK              |     | 3-1 | 3-1 | 4-0 |
| 2    | Ludogorets Razgrad | 12  | 6 | 4 | 0 | 2 | 11 | 11 | 0    |  | Ludogorets Razgrad         | 2-0 |     | 1-0 | 4-0 |
| 3    | FC Nordsjælland    | 10  | 6 | 3 | 1 | 2 | 17 | 7  | +10  |  | FC Nordsjælland            | 6-1 | 7-1 |     | 1-1 |
| 4    | Spartak Trnava     | 1   | 6 | 0 | 1 | 5 | 3  | 15 | -12  |  | Spartak Trnava             | 1-2 | 1-2 | 0-2 |     |

## Phase finale

### Barrages de la phase à élimination directe
Les deuxièmes de la phase de groupes de la Ligue Europa Conférence, rejoints par les huit équipes ayant terminé troisièmes de leur groupe en Ligue Europa, participent aux barrages pour la phase finale de la Ligue Europa Conférence. Les huit premiers de la phase de groupes de la Ligue Europa Conférence, quant à eux, commencent leur phase finale par les huitièmes de finale.
Deux équipes d'une même association nationale ne peuvent pas se rencontrer en barrage. Le tirage au sort a lieu le 18 décembre 2023.
| Groupe | 2e de groupe        | 3e de groupe de Ligue Europa |
| ------ | ------------------- | ---------------------------- |
| A      | Slovan Bratislava   | Olympiakós                   |
| B      | KAA La Gantoise     | Ajax Amsterdam               |
| C      | Dinamo Zagreb       | Real Betis                   |
| D      | FK Bodø/Glimt       | Sturm Graz                   |
| E      | Legia Varsovie      | Union saint-gilloise         |
| F      | Ferencváros TC      | Maccabi Haïfa                |
| G      | Eintracht Francfort | Servette FC                  |
| H      | Ludogorets Razgrad  | Molde FK                     |

| Équipe               | Aller | Total | Retour  | Équipe              |
| -------------------- | ----- | ----- | ------- | ------------------- |
| Sturm Graz           | 4 - 1 | 5 - 1 | 1 - 0   | Slovan Bratislava   |
| Servette FC          | 0 - 0 | 1 - 0 | 1 - 0   | Ludogorets Razgrad  |
| Union saint-gilloise | 2 - 2 | 4 - 3 | 2 - 1   | Eintracht Francfort |
| Real Betis           | 0 - 1 | 1 - 2 | 1 - 1   | Dinamo Zagreb       |
| Olympiakós           | 1 - 0 | 2 - 0 | 1 - 0   | Ferencváros TC      |
| Ajax Amsterdam       | 2 - 2 | 4 - 3 | 2 - 1ap | FK Bodø/Glimt       |
| Molde FK             | 3 - 2 | 6 - 2 | 3 - 0   | Legia Varsovie      |
| Maccabi Haïfa        | 1 - 0 | 2 - 1 | 1 - 1   | KAA La Gantoise     |

### Huitièmes de finale
Les vainqueurs de la phase de groupes de la Ligue Europa Conférence, rejoints par les huit équipes vainqueurs des barrages de la phase à élimination directe, participent aux huitièmes de finale de la Ligue Europa Conférence.
Deux équipes d'une même association nationale ne peuvent pas se rencontrer en huitièmes de finale. Cette restriction est levée à partir des quarts de finale.
| Vainqueur de groupe       | Vainqueur des barrages |
| ------------------------- | ---------------------- |
| LOSC Lille (Grp. A)       | Sturm Graz             |
| Maccabi Tel-Aviv (Grp. B) | Servette FC            |
| Viktoria Plzeň (Grp. C)   | Union saint-gilloise   |
| Club Bruges (Grp. D)      | Dinamo Zagreb          |
| Aston Villa (Grp. E)      | Olympiakós             |
| ACF Fiorentina (Grp. F)   | Ajax Amsterdam         |
| PAOK Salonique (Grp. G)   | Molde FK               |
| Fenerbahçe SK (Grp. H)    | Maccabi Haïfa          |

| Équipe               | Aller | Total             | Retour   | Équipe           |
| -------------------- | ----- | ----------------- | -------- | ---------------- |
| Servette FC          | 0 - 0 | 0 - 0 (1 - 3 tab) | 0 - 0 ap | Viktoria Plzeň   |
| Ajax Amsterdam       | 0 - 0 | 0 - 4             | 0 - 4    | Aston Villa      |
| Molde FK             | 2 - 1 | 2 - 4             | 0 - 3    | Club Bruges      |
| Union saint-gilloise | 0 - 3 | 1 - 3             | 1 - 0    | Fenerbahçe SK    |
| Dinamo Zagreb        | 2 - 0 | 3 - 5             | 1 - 5    | PAOK Salonique   |
| Sturm Graz           | 0 - 3 | 1 - 4             | 1 - 1    | LOSC Lille       |
| Maccabi Haïfa        | 3 - 4 | 4 - 5             | 1 - 1    | ACF Fiorentina   |
| Olympiakós           | 1 - 4 | 7 - 5             | 6 - 1 ap | Maccabi Tel-Aviv |

### Quarts de finale
| Équipe         | Aller | Total             | Retour   | Équipe         |
| -------------- | ----- | ----------------- | -------- | -------------- |
| Club Bruges    | 1 - 0 | 3 - 0             | 2 - 0    | PAOK Salonique |
| Olympiakós     | 3 - 2 | 3 - 3 (3 - 2 tab) | 0 - 1 ap | Fenerbahçe SK  |
| Aston Villa    | 2 - 1 | 3 - 3 (4 - 3 tab) | 1 - 2 ap | LOSC Lille     |
| Viktoria Plzeň | 0 - 0 | 0 - 2             | 0 - 2 ap | ACF Fiorentina |

### Demi-finales
| Équipe         | Aller | Total | Retour | Équipe      |
| -------------- | ----- | ----- | ------ | ----------- |
| Aston Villa    | 2 - 4 | 2 - 6 | 0 - 2  | Olympiakós  |
| ACF Fiorentina | 3 - 2 | 4 - 3 | 1 - 1  | Club Bruges |

### Finale
La finale a lieu le 29 mai 2024 au Stade Agiá Sofiá d'Athènes, en Grèce.
| Équipe     | Score    | Équipe         |
| ---------- | -------- | -------------- |
| Olympiakós | 1 - 0 ap | ACF Fiorentina |

### Tableau final
|  | Huitièmes de finale  | Huitièmes de finale  | Huitièmes de finale | Huitièmes de finale |                |                | Quarts de finale | Quarts de finale | Quarts de finale | Quarts de finale |  |  | Demi-finales | Demi-finales | Demi-finales | Demi-finales |  |  | Finale                                  | Finale | Finale | Finale |
|  |                      |                      |                     |                     |                |                |                  |                  |                  |                  |  |  |              |              |              |              |  |  |                                         |        |        |        |
|  |                      |                      |                     |                     |                |                |                  |                  |                  |                  |  |  |              |              |              |              |  |  | 29 mai 2024 - Stade Agiá Sofiá, Athènes |        |        |        |
|  | Ajax Amsterdam       | Ajax Amsterdam       | 0                   | 0                   |                |                |                  |                  |                  |                  |  |  |              |              |              |              |  |  |                                         |        |        |        |
|  | Ajax Amsterdam       | Ajax Amsterdam       | 0                   | 0                   |                |                |                  |                  |                  |                  |  |  |              |              |              |              |  |  |                                         |        |        |        |
|  | Aston Villa          | Aston Villa          | 0                   | 4                   |                |                |                  |                  |                  |                  |  |  |              |              |              |              |  |  |                                         |        |        |        |
|  | Aston Villa          | Aston Villa          | 0                   | 4                   | Aston Villa    | Aston Villa    | 2                | 1 tab(4)         |                  |                  |  |  |              |              |              |              |  |  |                                         |        |        |        |
|  |                      |                      |                     |                     | Aston Villa    | Aston Villa    | 2                | 1 tab(4)         |                  |                  |  |  |              |              |              |              |  |  |                                         |        |        |        |
|  |                      |                      | LOSC Lille          | LOSC Lille          | 1              | 2 ap(3)        |                  |                  |                  |                  |  |  |              |              |              |              |  |  |                                         |        |        |        |
|  | Sturm Graz           | Sturm Graz           | LOSC Lille          | LOSC Lille          | 1              | 2 ap(3)        | 0                | 1                |                  |                  |  |  |              |              |              |              |  |  |                                         |        |        |        |
|  | Sturm Graz           | Sturm Graz           |                     |                     |                |                |                  | 1                |                  |                  |  |  |              |              |              |              |  |  |                                         |        |        |        |
|  | LOSC Lille           | LOSC Lille           | 3                   | 1                   |                |                |                  |                  |                  |                  |  |  |              |              |              |              |  |  |                                         |        |        |        |
|  | LOSC Lille           | LOSC Lille           | 3                   | 1                   | Aston Villa    | Aston Villa    | 2                | 0                |                  |                  |  |  |              |              |              |              |  |  |                                         |        |        |        |
|  |                      |                      |                     |                     | Aston Villa    | Aston Villa    | 2                | 0                |                  |                  |  |  |              |              |              |              |  |  |                                         |        |        |        |
|  |                      |                      | Olympiakós          | Olympiakós          | 4              | 2              |                  |                  |                  |                  |  |  |              |              |              |              |  |  |                                         |        |        |        |
|  | Olympiakós           | Olympiakós           | Olympiakós          | Olympiakós          | 4              | 2              | 1                | 6 ap             |                  |                  |  |  |              |              |              |              |  |  |                                         |        |        |        |
|  | Olympiakós           | Olympiakós           |                     |                     |                |                |                  | 6 ap             |                  |                  |  |  |              |              |              |              |  |  |                                         |        |        |        |
|  | Maccabi Tel-Aviv     | Maccabi Tel-Aviv     | 4                   | 1                   |                |                |                  |                  |                  |                  |  |  |              |              |              |              |  |  |                                         |        |        |        |
|  | Maccabi Tel-Aviv     | Maccabi Tel-Aviv     | 4                   | 1                   | Olympiakós     | Olympiakós     | 3                | 0 tab(3)         |                  |                  |  |  |              |              |              |              |  |  |                                         |        |        |        |
|  |                      |                      |                     |                     | Olympiakós     | Olympiakós     | 3                | 0 tab(3)         |                  |                  |  |  |              |              |              |              |  |  |                                         |        |        |        |
|  |                      |                      | Fenerbahçe SK       | Fenerbahçe SK       | 2              | 1 ap(2)        |                  |                  |                  |                  |  |  |              |              |              |              |  |  |                                         |        |        |        |
|  | Union saint-gilloise | Union saint-gilloise | Fenerbahçe SK       | Fenerbahçe SK       | 2              | 1 ap(2)        | 0                | 1                |                  |                  |  |  |              |              |              |              |  |  |                                         |        |        |        |
|  | Union saint-gilloise | Union saint-gilloise |                     |                     |                |                |                  | 1                |                  |                  |  |  |              |              |              |              |  |  |                                         |        |        |        |
|  | Fenerbahçe SK        | Fenerbahçe SK        | 3                   | 0                   |                |                |                  |                  |                  |                  |  |  |              |              |              |              |  |  |                                         |        |        |        |
|  | Fenerbahçe SK        | Fenerbahçe SK        | 3                   | 0                   | Olympiakós     | Olympiakós     | 1 ap             | 1 ap             |                  |                  |  |  |              |              |              |              |  |  |                                         |        |        |        |
|  |                      |                      |                     |                     | Olympiakós     | Olympiakós     | 1 ap             | 1 ap             |                  |                  |  |  |              |              |              |              |  |  |                                         |        |        |        |
|  |                      |                      | ACF Fiorentina      | ACF Fiorentina      | 0              | 0              |                  |                  |                  |                  |  |  |              |              |              |              |  |  |                                         |        |        |        |
|  | Servette FC          | Servette FC          | ACF Fiorentina      | ACF Fiorentina      | 0              | 0              | 0                | 0 ap(1)          |                  |                  |  |  |              |              |              |              |  |  |                                         |        |        |        |
|  | Servette FC          | Servette FC          |                     |                     |                |                |                  | 0 ap(1)          |                  |                  |  |  |              |              |              |              |  |  |                                         |        |        |        |
|  | Viktoria Plzeň       | Viktoria Plzeň       | 0                   | 0 tab(3)            |                |                |                  |                  |                  |                  |  |  |              |              |              |              |  |  |                                         |        |        |        |
|  | Viktoria Plzeň       | Viktoria Plzeň       | 0                   | 0 tab(3)            | Viktoria Plzeň | Viktoria Plzeň | 0                | 0                |                  |                  |  |  |              |              |              |              |  |  |                                         |        |        |        |
|  |                      |                      |                     |                     | Viktoria Plzeň | Viktoria Plzeň | 0                | 0                |                  |                  |  |  |              |              |              |              |  |  |                                         |        |        |        |
|  |                      |                      | ACF Fiorentina      | ACF Fiorentina      | 0              | 2 ap           |                  |                  |                  |                  |  |  |              |              |              |              |  |  |                                         |        |        |        |
|  | Maccabi Haïfa        | Maccabi Haïfa        | ACF Fiorentina      | ACF Fiorentina      | 0              | 2 ap           | 3                | 1                |                  |                  |  |  |              |              |              |              |  |  |                                         |        |        |        |
|  | Maccabi Haïfa        | Maccabi Haïfa        |                     |                     |                |                |                  | 1                |                  |                  |  |  |              |              |              |              |  |  |                                         |        |        |        |
|  | ACF Fiorentina       | ACF Fiorentina       | 4                   | 1                   |                |                |                  |                  |                  |                  |  |  |              |              |              |              |  |  |                                         |        |        |        |
|  | ACF Fiorentina       | ACF Fiorentina       | 4                   | 1                   | ACF Fiorentina | ACF Fiorentina | 3                | 1                |                  |                  |  |  |              |              |              |              |  |  |                                         |        |        |        |
|  |                      |                      |                     |                     | ACF Fiorentina | ACF Fiorentina | 3                | 1                |                  |                  |  |  |              |              |              |              |  |  |                                         |        |        |        |
|  |                      |                      | Club Bruges         | Club Bruges         | 2              | 1              |                  |                  |                  |                  |  |  |              |              |              |              |  |  |                                         |        |        |        |
|  | Molde FK             | Molde FK             | Club Bruges         | Club Bruges         | 2              | 1              | 2                | 0                |                  |                  |  |  |              |              |              |              |  |  |                                         |        |        |        |
|  | Molde FK             | Molde FK             |                     |                     |                |                |                  | 0                |                  |                  |  |  |              |              |              |              |  |  |                                         |        |        |        |
|  | Club Bruges          | Club Bruges          | 1                   | 3                   |                |                |                  |                  |                  |                  |  |  |              |              |              |              |  |  |                                         |        |        |        |
|  | Club Bruges          | Club Bruges          | 1                   | 3                   | Club Bruges    | Club Bruges    | 1                | 2                |                  |                  |  |  |              |              |              |              |  |  |                                         |        |        |        |
|  |                      |                      |                     |                     | Club Bruges    | Club Bruges    | 1                | 2                |                  |                  |  |  |              |              |              |              |  |  |                                         |        |        |        |
|  |                      |                      | PAOK Salonique      | PAOK Salonique      | 0              | 0              |                  |                  |                  |                  |  |  |              |              |              |              |  |  |                                         |        |        |        |
|  | Dinamo Zagreb        | Dinamo Zagreb        | PAOK Salonique      | PAOK Salonique      | 0              | 0              | 2                | 1                |                  |                  |  |  |              |              |              |              |  |  |                                         |        |        |        |
|  | Dinamo Zagreb        | Dinamo Zagreb        |                     |                     |                |                |                  | 1                |                  |                  |  |  |              |              |              |              |  |  |                                         |        |        |        |
|  | PAOK Salonique       | PAOK Salonique       | 0                   | 5                   |                |                |                  |                  |                  |                  |  |  |              |              |              |              |  |  |                                         |        |        |        |
|  | PAOK Salonique       | PAOK Salonique       | 0                   | 5                   |                |                |                  |                  |                  |                  |  |  |              |              |              |              |  |  |                                         |        |        |        |
|  |                      |                      |                     |                     |                |                |                  |                  |                  |                  |  |  |              |              |              |              |  |  |                                         |        |        |        |

## Statistiques et distinctions

### Distinctions
| Catégorie       | Joueurs        | Club        |
| --------------- | -------------- | ----------- |
| Meilleur joueur | Ayoub El Kaabi | Olympiakós  |
| Meilleur espoir | Igor Thiago    | Club Bruges |

### Joueurs de la semaine
| Journée                    | Joueur                  | Club                |
| -------------------------- | ----------------------- | ------------------- |
| Journée 1                  | Zvonimir Kožulj         | HSK Zrinjski Mostar |
| Journée 2                  | Benjamin Nygren         | FC Nordsjælland     |
| Journée 3                  | Eric Junior Dina-Ebimbe | Eintracht Francfort |
| Journée 4                  | Gift Orban              | KAA La Gantoise     |
| Journée 5                  | Benjamin Nygren         | FC Nordsjælland     |
| Journée 6                  | Eran Zahavi             | Maccabi Tel-Aviv    |
| Barrages aller             | Albert Grønbæk          | FK Bodø/Glimt       |
| Barrages retour            | Fredrik Gulbrandsen     | Molde FK            |
| Huitièmes de finale aller  | Bruno Petković          | Dinamo Zagreb       |
| Huitièmes de finale retour | Ayoub El Kaabi          | Olympiakós          |
| Quarts de finale aller     | Kóstas Fortoúnis        | Olympiakós          |
| Quarts de finale retour    | Ferran Jutglà           | Club Bruges         |
| Demi-finales aller         | Ayoub El Kaabi          | Olympiakós          |
| Demi-finales retour        | Ayoub El Kaabi          | Olympiakós          |
| Finale                     | Ayoub El Kaabi          | Olympiakós          |

## Nombres d'équipes par pays et par tour
L'ordre des fédérations est établi suivant le classement UEFA des pays en 2023. Les clubs repêchés de la Ligue des champions et de la Ligue Europa apparaissent en italique.
| Association        |       | Barrages                           | +   | Phase de groupes         | +  | Barrages à élimination directe | Huitièmes de finale     | Quarts de finale        | Demi-finales  | Finale       |
| ------------------ | ----- | ---------------------------------- | --- | ------------------------ | -- | ------------------------------ | ----------------------- | ----------------------- | ------------- | ------------ |
| Angleterre         |       | 1 Aston Villa                      |     | 1 Aston Villa            |    |                                | 1 Aston Villa           | 1 Aston Villa           | 1 Aston Villa |              |
| Espagne            |       | 1 Osasuna                          |     |                          | +1 | 1 Betis                        |                         |                         |               |              |
| Italie             |       | 1 Fiorentina                       |     | 1 Fiorentina             |    |                                | 1 Fiorentina            | 1 Fiorentina            | 1 Fiorentina  | 1 Fiorentina |
| Allemagne          |       | 1 Francfort                        |     | 1 Francfort              |    | 1 Francfort                    |                         |                         |               |              |
| France             |       | 1 Lille                            |     | 1 Lille                  |    |                                | 1 Lille                 | 1 Lille                 |               |              |
| Pays-Bas           |       | 2 Alkmaar, Twente                  |     | 1 Alkmaar                | +1 | 1 Ajax                         | 1 Ajax                  |                         |               |              |
| Autriche           |       | 1 Vienne                           |     |                          | +1 | 1 Graz                         | 1 Graz                  |                         |               |              |
| Écosse             |       | 2 Hibernian, Hearts                | +1  | 1 Aberdeen               |    |                                |                         |                         |               |              |
| Serbie             |       | 1 Belgrade                         | +1  | 1 Čukarički              |    |                                |                         |                         |               |              |
| Ukraine            |       | 2 Dnipro, Kiev                     | +1  | 1 Louhansk               |    |                                |                         |                         |               |              |
| Belgique           |       | 3 Bruges, Gantoise, Genk           |     | 3 Bruges, Gantoise, Genk | +1 | 2 Gantoise, Union SG           | 2 Bruges, Union SG      | 1 Bruges                | 1 Bruges      |              |
| Suisse             |       |                                    | +1  | 1 Lugano                 | +1 | 1 Servette                     | 1 Servette              |                         |               |              |
| Grèce              |       | 1 Salonique                        |     | 1 Salonique              | +1 | 1 Olympiakós                   | 2 Olympiakós, Salonique | 2 Olympiakós, Salonique | 1 Olympiakós  | 1 Olympiakós |
| Rép.tchèque        |       | 1 Plzeň                            |     | 1 Plzeň                  |    |                                | 1 Plzeň                 | 1 Plzeň                 |               |              |
| Norvège            |       | 2 Brann, Bodø/Glimt                |     | 1 Bodø/Glimt             | +1 | 2 Bodø/Glimt, Molde            | 1 Molde                 |                         |               |              |
| Danemark           |       | 2 Midtjylland, Nordsjælland        |     | 1 Nordsjælland           |    |                                |                         |                         |               |              |
| Croatie            |       | 1 Rijeka                           | +1  | 1 Zagreb                 |    | 1 Zagreb                       | 1 Zagreb                |                         |               |              |
| Turquie            |       | 3 Adana, Beşiktaş, Fenerbahçe      |     | 2 Beşiktaş, Fenerbahçe   |    |                                | 1 Fenerbahçe            | 1 Fenerbahçe            |               |              |
| Chypre             |       | 1 Nicosie                          |     |                          |    |                                |                         |                         |               |              |
| Israël             |       | 1 Tel-Aviv                         |     | 1 Tel-Aviv               | +1 | 1 Haïfa                        | 2 Haïfa, Tel-Aviv       |                         |               |              |
| Bulgarie           |       | 1 Sofia                            | +1  | 1 Razgrad                |    | 1 Razgrad                      |                         |                         |               |              |
| Roumanie           |       | 2 Farul Constanța, Sfântu Gheorghe |     |                          |    |                                |                         |                         |               |              |
| Hongrie            |       | 1 Ferencváros                      |     | 1 Ferencváros            |    | 1 Ferencváros                  |                         |                         |               |              |
| Pologne            |       | 1 Varsovie                         |     | 1 Varsovie               |    | 1 Varsovie                     |                         |                         |               |              |
| Kazakhstan         |       | 2 Astana, Kostanaï                 |     | 1 Astana                 |    |                                |                         |                         |               |              |
| Slovaquie          |       | 1 Trnava                           | +1  | 2 Bratislava, Trnava     |    | 1 Bratislava                   |                         |                         |               |              |
| Slovénie           |       | 1 Celje                            | +1  | 1 Ljubljana              |    |                                |                         |                         |               |              |
| Biélorussie        |       | 1 Borisov                          |     |                          |    |                                |                         |                         |               |              |
| Lituanie           |       | 1 Vilnius                          |     |                          |    |                                |                         |                         |               |              |
| Bosnie-Herzégovine |       |                                    | +1  | 1 Mostar                 |    |                                |                         |                         |               |              |
| Finlande           |       | 1 Helsinki                         |     | 1 Helsinki               |    |                                |                         |                         |               |              |
| Kosovo             |       | 1 Ballkani                         |     | 1 Ballkani               |    |                                |                         |                         |               |              |
| Albanie            |       | 1 Tirana                           |     |                          |    |                                |                         |                         |               |              |
| Îles Féroé         |       |                                    | +1  | 1 Klaksvík               |    |                                |                         |                         |               |              |
| Macédoine du Nord  |       | 1 Struga                           |     |                          |    |                                |                         |                         |               |              |
| Islande            |       | 1 Kópavogur                        |     | 1 Kópavogur              |    |                                |                         |                         |               |              |
| Total              | Total | 44                                 | +10 | 32                       | +8 | 16                             | 16                      | 8                       | 4             | 2            |